# Edward I của Anh
Edward I của Anh (17/18 tháng 6 1239 – 7 tháng 7 1307), còn được gọi là Edward Longshanks và Kẻ đánh bại người Scots (Latin: Malleus Scotorum), là Vua của Anh từ 1272 đến 1307. Là trưởng tử của Henry III, Edward có dính líu đến những âm mưu chính trị dưới thời phụ vương, bao gồm cả cuộc nổi dậy của các nam tước. Năm 1259, ông tham gia vào phong trào cải cách của các nam tước trong một thời gian ngắn, ủng hộ Điều khoản Oxford. Tuy nhiên, sau khi hòa giải với phụ thân, ông lại đứng về phía vương tộc trong cuộc xung đột vũ trang sau đó, được gọi là Chiến tranh Nam tước lần thứ hai. Sau trận Lewes, Edward bị các nam tước nổi loạn bắt làm con tin, song ông trốn thoát sau vài tháng và tham gia vào cuộc chiến chống lại Simon de Montfort. Montfort bị đánh bại tại trận Evesham năm 1265, và trong vòng hai năm tiếp theo cuộc nổi dậy bị dẹp tan. Nền hòa bình tái lập ở nước Anh, Edward lại tham gia Cuộc Thập tự chinh thứ chín vào vùng Đất Thánh. Cuộc Thập tự chinh kết thúc sau một thời gian ngắn, và Edward đang trên đường trở về quê hương năm 1272 khi ông nhận được tin phụ vương đã băng hà. Trở về một cách chậm chạp, ông đặt chân tới Anh quốc năm 1274 và làm lễ gia miện tại Westminster ngày 19 tháng 8.
Trong triều đại của mình, ông dành nhiều thời gian cải cách chính phủ vương gia và luật pháp công cộng. Qua một cuộc điều tra pháp lý quy mô lớn, Edward điều tra về sự chiếm hữu đất đai của nhiều quý tộc phong kiến, trong khi luật pháp được cải cách thông qua một loạt các đạo luật chỉnh đốn hình phạt và quyền sử hữu. Tuy nhiên, càng ngày, mối quan tâm của Edward lại càng hướng về những chiến dịch quân sự ở nước ngoài. Sau khi đàn áp một cuộc nổi loạn nhỏ ở Thân vương quốc Wales năm 1276–77, Edward đáp lại cuộc nổi loạn thứ hai năm 1282–83 bằng một cuộc chiến tranh xâm lược toàn diện. Sau thành công của chiến dịch, Edward đặt xứ Wales dưới quyền tể trị của Anh, xây dựng hàng loạt lâu đài và thị trấn ở nông thôn và đưa người Anh đến định cư. Sau đó, mối quan tâm của ông hướng về Scotland. Ban đầu được mời giải quyết tranh chấp thừa kế, Edward tuyên bố quyền bá chủ phong kiến đối với vương quốc này. Trong cuộc chiến tranh diễn ra sau đó, người Scots vẫn kiên trì chiến đấu, dù cho người Anh có vẻ đã sắp chiến thắng tại nhiều thời điểm. Cùng lúc đó trong nước xảy ra nhiều vân đề. Giữa những năm 1290, những chiến dịch quân sự quy mô lớn đòi hỏi phải tăng thuế, và Edward phải đối mặt với phe chống đối. Những cuộc khủng hoảng ban đầu đã được ngăn chặn, nhưng vẫn đề vẫn chưa giải quyết triệt để. Khi nhà vua băng hà năm 1307, để lại con trai ông, Edward II, một cuộc chiến tranh với Scotland vẫn còn tiếp diễn và nhiều vẫn đề tài chính, chính trị.
Edward I là một người cao lớn trong thời đại của mình, vì thế có biệt danh "Longshanks". Tính khí của ông thất thường, và điều đó, cùng với chiều cao của ông, khiến ông trở thành một người đáng sợ, và ông thường đem đến nỗi sợ hãi cho người cùng thời với ông. Tuy nhiên, ông dành sự tôn trọng cho các thần dân và thể hiện là một vị vua thành công, như một người lính, một nhà cai trị và một người sùng đạo. Các sử gia hiện đại khi đánh giá về Edward I chia ra hai luồng ý kiến: trong khi một số khen ngợi ông vì những đóng góp của ông cho pháp luật và hành chính, những người khác chỉ trích ông vì thái độ kiên quyết đối với giới quý tộc. Hiện nay, Edward I được ghi nhận là đã có được nhiều thành tựu trong thời gian trị vì, bao gồm cả trung hưng quyền lực hoàng gia sau thời Henry III, thiết lập Quốc hội là một tổ chức thường trực và vì thế cũng là một hệ thống để tăng thuế, và cải cách pháp luật thông qua các đạo luật. Cùng lúc đó, ông cũng bị chỉ trích bởi những hành động khác, chẳng hạn những hành vi tàn bạo đối với người Scots, và ban hành Sắc lệnh Trục xuất năm 1290, đuổi cổ người Do Thái ra khỏi nước Anh. Sắc lệnh vẫn có hiệu lực suốt phần còn lại của thời Trung Cổ, và kéo dài hơn 350 năm cho đến khi nó bị bãi bỏ bởi Oliver Cromwell năm 1656.

## Cuộc sống ban đầu, 1239 – 1263

### Tuổi thơ và hôn nhân

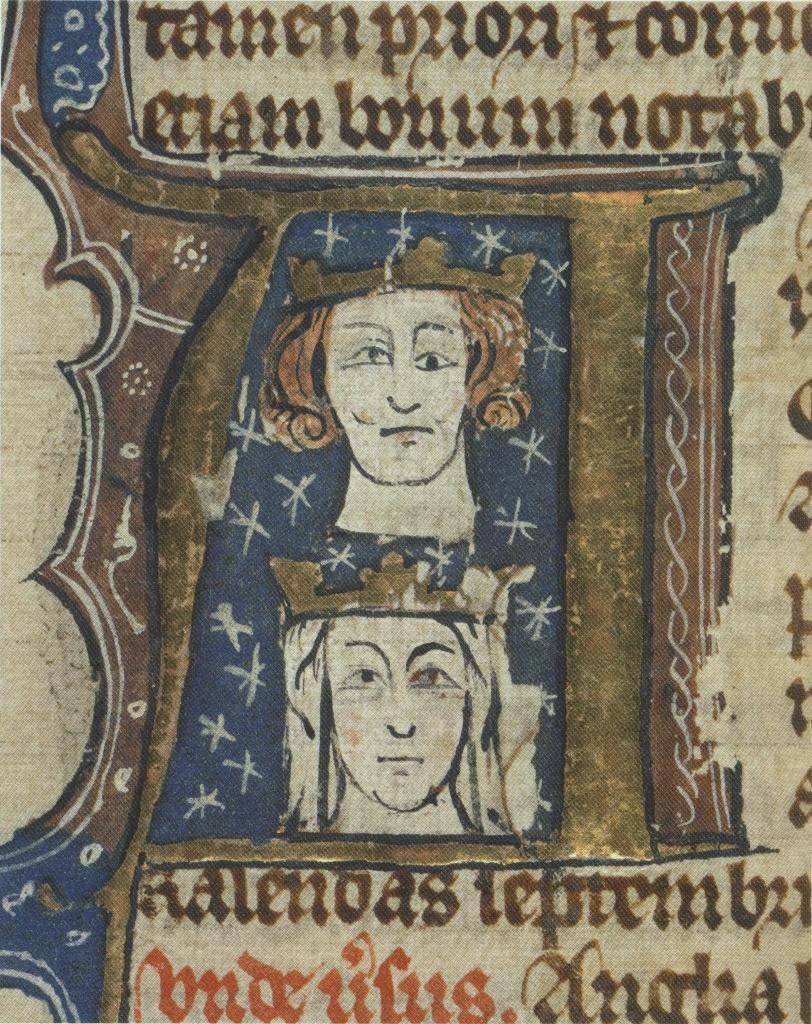
Bản thảo vào đầu thế kỉ XIV về Edward và vợ ông Eleanor. Người họa sĩ có vẻ đã cố gắng mô tả chứng sụp mi của Edward, một đặc điểm của ông được di truyền từ phụ thân.

Edward chào đời tại Cung điện Westminster vào đêm ngày 17–18 tháng 6, 1239, là con của Henry III và Éléonore xứ Provence.
Edward là một cái tên Anglo-Saxon, và không thường được đặt cho các thành viên vương tộc sau Cuộc chinh phục của người Norman, nhưng Henry rất tôn kính Edward the Confessor, và quyết định dùng tên này đặt làm tên thánh cho con trai trưởng của mình. Trong số những người bạn hồi nhỏ của ông có Henry xứ Almain, con người anh trai của Henry là Richard xứ Cornwall. Henry xứ Almain vẫn tiếp tục là một người bạn thân thiết của vương tử, họ đồng hành trong cuộc nội chiến và sau đó là cuộc Thập tự chinh. Edward được chăm sóc bởi Hugh Giffard – phụt hân của Quan Thủ quỹ sau này Godfrey Giffard – cho đến khi Bartholomew Pecche lên thay khi Giffard chết năm 1246.
Có những mối lo ngại về sức khỏe của Edward trong thời trẻ, ông ngã bệnh năm 1246, 1247 và 1251. Tuy nhiên, ông trở thành một người đàn ông tráng kiện; cao 6 feet 2 inches (1.88 m) vượt qua hầu hết những người cùng thời, và có lẽ do đó ông có biệt danh "Longshanks", có nghĩa là "chân dài" hay "cẳng chân dài". Sử gia Michael Prestwich nói rõ rằng "cánh tay dài mang lại cho ông những thợi thế của một kiếm vị, đùi dài cần cho một kị sĩ. Vào thời trẻ, ông có mái tóc xoăn vàng; đến lúc trường thành là màu tối, và khi về già nó ngả sang màu trắng. [Những nét nổi bật của ông bị làm hỏng bởi mí mắt trái vị cụp.] Cách ăn nói của ông, dù là nói ngọng, được cho là có sức thuyết phục."
Năm 1254, người Anh lo ngại về một cuộc xâm lược của Castile vào tỉnh Gascony nên cha của Edward đã sắp xếp một cuộc hôn nhân giữa đứa con trai 14 tuổi của mình và Eleanor 13 tuổi, em gái khác mẹ của Alfonso X của Castile. Eleanor và Edward kết hôn vào 1 tháng 11 1254 ở Nhà nguyện Santa María la Real de Las Huelgas thuộc Castile. Một phần của thỏa thuận hôn nhân, hoàng tử trẻ được nhận trợ cấp trị giá 15,000 marks một năm. Mặc dù vua Henry đã gửi một khoản bộng lộc khá lớn, chúng cho Edward một ít sự độc lập. Ông đã được phong đất Gascony đầu 1249, nhưng Simon de Montfort, Bá tước Leicester thứ 6, đã được bổ nhiệm làm Trung úy hoàng gia vào năm trước đó, do vậy, đã lấy hết lợi tức ở đây, cho nên trong thực tế Edward không nhận được gì nhiều từ cả chính quyền và cả từ các nguồn thu trong tỉnh này. Phụ cấp ông nhận được năm 1254 bao gồm phần lớn Ireland, nhiều vùng đất ở Wales và Anh, bao gồm Lãnh địa Bá tước Chester, nhưng nhà vua vẫn giữa lại nhiều quyền kiểm soát đối với những vùng đất đó, đặc biệt ở Ireland, nên quyền lực của Edward bị giới hạn, và nhà vua nhận phần lớn lợi tức từ các vùng đất này.
Từ 1254 đến 1257, Edward nằm dưới sự ảnh hưởng của người bà con bên ngoại, được gọi là Savoyards, người đáng chủ ý nhất là Peter II, bá tước Savoy, cậu của hoàng hậu. Sau 1257, Edward ngày càng gắn bó với phái Poitevin và Lusignan – em trai khác mẹ của nhà vua Henry  III – dẫn đầu là William de Valence. Sự liên kết này là đáng chú ý, bởi vì hai nhóm quý tộc gốc ngoại quốc nắm nhiều đặc quyền đang bực bội với tầng lớp quý tộc Anh, và họ sẽ đứng trung tâm trong phong trào cải cách của các nam tước những năm tiếp theo. Có những câu chuyện kể về các hành vi ngang ngược và bạo lực bởi Edward và phe cánh Lusignan của ông, trong đó đặt ra câu hỏi về phẩm chất cá nhân của người thừa kế hoàng gia. Những năm tiếp theo sẽ hình thành con người Edward.

### Khát vọng ban đầu
Edward thể hiện sự độc lập của mình về chính trị vào đầu 1255, khi ông đứng về phía gia tộc Soler ở Gascony, trong cuộc xung đột dai dẳng giữa hai nhà Soler và Colomb. Điều này trái với chính sách chủ trương hòa giải giữa các phe phái địa phương của phụ thân ông. Tháng 5 năm 1258, một nhóm người có quyền thế đã lập ra một yêu sách cải cách chính phủ của nhà vua - nó được gọi là Điều khoản Oxford – nội dung chủ yếu là chống lại Lusignans. Edward đứng về phía các đồng minh chính trị của mình và phản đối mạnh mẽ Điều khoản. Phong trào cải cách thành công trong việc hạn chế ảnh hưởng của Lusignan, tuy nhiên, dần dần thái độ của Edward bắt đầu thay đổi. Tháng 3 năm 1259, ông tham gia liên minh với một trong những nhà lãnh đạo phái cải cách, Richard de Clare, Bá tước Gloucester. Sau đó, vào 15 tháng 10 1259, ông tuyên bố rằng ông ủng hộ mục đích của các nam tước, và lãnh đạo của họ, Simon de Montfort.
Động cơ đằng sau sự thay đổi của Edward có thể là hoàn toàn thực dụng; Montfort sẽ hỗ trợ đáng kể cho sự nghiệp của ông ở Gascony. Khi nhà vua sang Pháp vào tháng 11, những hành vi của Edward trở nên hoàn toàn không chịu phục tùng. Ông có rất nhiều cuộc hẹn với các nhà lãnh đạo của cách, khiến phụ vương của ông tin rằng ông đang lên kế hoạch về một cuộc đảo chính. Khi nhà vua trở về từ Pháp, ban đầu ông từ chối gặp con trai, nhưng qua sự trung gian hòa giải của Bá tước Cornwall và Tổng Giám mục Canterbury, hai người đã hòa giải với nhau. Edward được gửi ra nước ngoài, vào tháng 11 năm 1260 ông lại liên minh với Lusignans, người đã bị đày sang Pháp.
Trở về Anh quốc, đầu năm 1262, Edward bị mất ưu thế cùng với một vì đồng minh Lusignan do vấn đề tài chính. Năm sau, vua Henry cử ông đến một chiến dịch ở Wales chống lại Llywelyn ap Gruffudd, và chỉ giành được những kết quả không đáng kể. Vào lúc này, Simon de Montfort, người đã rời khỏi đất nước năm 1261, trở về Anh và khơi lại phong trào cải cách nam tước. Vào thời khác đó, nhà vua dường như chuẩn bị thoái vị để đáp ứng đòi hỏi của các nam tước, và Edward bắt đầu kiểm soát tình hình. Trong khi đó, dù trước kia đã lưỡng lự không đứng về phe nào, đến nay Edward kiên quyết bảo vệ quyền lực của hoàng gia và của phụ thân của ông. Ông liên minh lại với những người mà ông đã xa lánh trước kia, trong số đó có người bạn thân thời trẻ, Henry xứ Almain, và John de Warenne, Bá tước Surrey – và lấy lại Lâu đài Windsor từ tay quân phiến loạn. Qua sự trung gian của Vua Louis IX của Pháp, một thỏa thuận được lập ra giữa hai bên. Đó gọi là Mise of Amiens với phần lớn các điều khoản thuận lợi cho phe hoàng gia, và gieo mầm cho cuộc xung đột lớn hơn nữa.

## Nội chiến và Thập tự chinh, 1264–73

### Chiến tranh Nam tước thứ hai
Những năm 1264 - 1267 chứng kiến cuộc xung đột gọi là Chiến tranh Nam tước thứ hai, giữa lực lượng các nam tước chống đối dẫn đầu là Simon de Montfort chống lại những người trung thành với nhà vua. Trận chiến đầu tiên diễn ra ở thành phố Gloucester, mà Edward khơi nguồn nhằm chiếm lại đất này từ tay quân thù. Khi Robert de Ferrers, Bá tước Derby, đến hỗ trợ lực lượng phiến quân, Edward đàm phán một thỏa thuận ngừng chiến với bá tước, thỏa thuận này sau đó bị ông phá vỡ. Sau Edward lấy được Northampton từ con trai của Montfort là Simon, trước khi bắt đầu chiến dịch trả đũa vào lãnh địa của Derby. Phe nam tước và hoàng gia lại gặp nhau ở Trận Lewes, ngày 14 tháng 5, 1264. Edward, chỉ huy hữu quân, chiến đấu tốt, và sớm tấn công lực lượng của Montfort ở London. Tuy nhiên, một cách dại dột, ông đã mải mê đuổi theo quân thù, và khi ông trở lại thì lực lượng hoàng gia còn lại đã bị đánh bại. Theo thỏa thuận Mise of Lewes, Edward và Henry xứ Almain bị đưa đến làm con tin của Montfort.

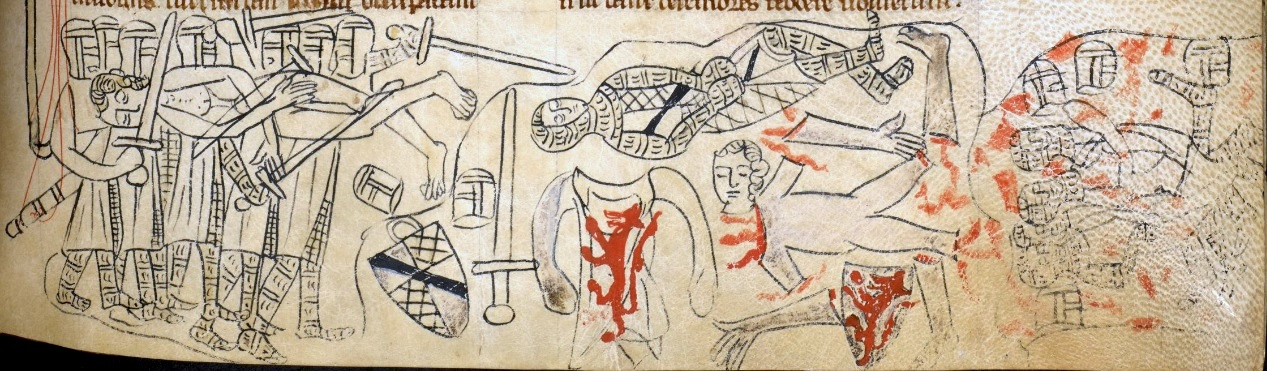
Một bản thảo thời Trung Cổ mô tả Simon de Montfort đang bị phân thây ở chiến trường Evesham

Edward bị giam cầm cho đến tháng 3, và thậm chí là sau khi được phóng thích ông vẫn bị canh giữ một cách nghiêm ngặt. Sau đó, ngày 28 tháng 5, ông tìm cách trốn thoát khỏi người cai quản và hợp tác với Bá tước Gloucester, người không lâu trước đó đã bỏ sang phe nhà vua.
Sự ủng hộ dành cho Montfort ngày càng cạn kiệt, và Edward giành lại Worcester và Gloucester mà không cần nhiều cố gắng. Trong khi đó, Montfort lập liên minh với Llywelyn và bắt đầu tiến về phía đông để hợp nhất lực lượng với con trai Simon. Edward lập kế mở cuộc tấn công bất ngờ vào Lâu đài Kenilworth, nơi Montfort con bị phanh thây, trước khi ông tiếp tục đánh bá tước Leiceiter. Hai bên gặp nhau trận đại chiến thứ hai trong Chiến tranh Nam tước, là Trận Evesham, ngày 4 tháng 8 1265. Montfort không có nhiều hi vọng có thể đánh thắng quân đội hoàng gia, và sau khi thua trận ông bị giết và phanh thây trên chiến trường.
Qua những hành động lừa dối bá tước Derby tại Gloucester, Edward bị mang tiếng là người không đáng tin cậy. Trong chiến dịch mùa hè, ông bắt đầu học hỏi nhiều thứ từ những sai lầm, và có những hành động giành được sự tôn trọng và ngưỡng mộ của người đương thời. Chiến tranh không kết thúc chỉ với cái chết của Montfort, và Edward tiếp tục các chiến dịch. Vào Giáng sinh, ông ký một thỏa thuận với Simon de Montfort con và các đồng minh của hắn tại Đảo Axholme thuộc Lincolnshire, và tháng 3 ông lãnh đạo một chiến dịch thành công ở Cinque Ports. Một nhóm phiến quân cố bthur ởLaau đài Kenilworth và không đầu hàng cho đến khi có sự hòa giải với Tuyên ngôn Kenilworth. Vào tháng 4 có vẻ như Gloucester sẽ khởi động phong trào cải cách, và nội chiến tiếp tục, nhưng sau một cuộc đàm phán lại về các điều khoản của Tuyên ngôn Kenilworth, hai bên đã đi đến thỏa thuận. Edward, tuy nhiên, không tham gia nhiều vào các cuộc đàm phán sau chiến tranh; mối quan tâm chính của ông là cuộc thập tự chinh sắp sửa diễn ra.

### Thập tự chinh và Kế vị

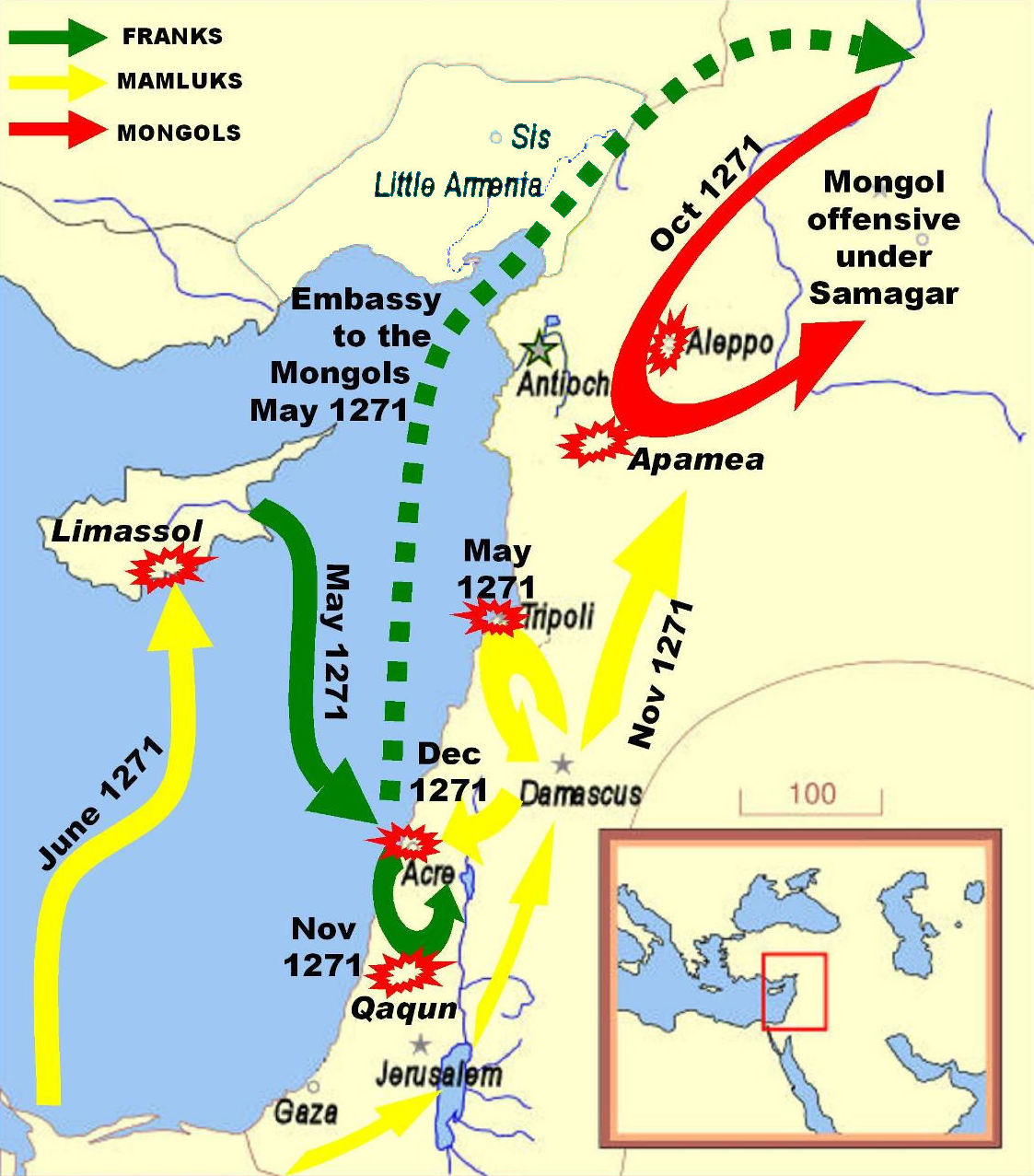
Qus trình hoạt động trong suốt cuộc Thập tự chinh ở Edward I

Edward bắt đầu cuộc thập tự chinh bằng một buổi lễ trang trọng ngày 24 tháng 6 1268, với em trai ông Edmund và em họ Henry xứ Almain. Một trong số những người tham gia vào cuộc Thập tự chinh thứ 9 là cựu thù của Edward - như Bá tước Gloucester, mặc dù de Clare cuối cùng không tham gia. Bấy giờ đất nước đã hòa bình trở lại, trở ngại lớn nhất là vấn đề tài chính. Vua Louis IX của Pháp, là người dẫn đầu đoàn quân thập tự, đã trao cho một khoản vay £17,500. Số này, tuy nhiên, là không đủ; phần còn lại phải được cung cấp thông qua việc thu thuế lên giáo dân, vốn loại thuế này đã không còn được thu kể từ 1237. Tháng 5 năm 1270, Nghị viện chấp thuận mức thuế 1/20, đổi lại nhà vua đồng ý tái công nhận Magna Carta, và áp đặt các hạn chế cho vay tiền của người Do Thái. Ngày 20 tháng 8 Edward giong buồm từ Dover sang Pháp. Các sử gia không xác định chắc chắn lực lượng của cuộc viễn chinh là bao nhiêu, nhưng Edward có thể là đã mang theo khoảng 225 hiệp sĩ và không nhiều hơn 1000 quân.
Ban đầu, đoàn quân Thập tự dự định giải vây cho các đồn lũy của người Cơ Đốc ở Acre, nhưng Louis lại chuyển hướng sau Tunis. Nhà vua nước Pháp và em trai ông ta Charles xứ Anjou, người đã tự lập làm Vua của Sicily, quyết định tấn công các tiểu vương quốc và thiết lập một tòa thành trì kiên cố ở Bắc Phi. Kế hoạch thấy bại khi lực lượng Pháp gặp phải một đợt bệnh dịch và ngày 25 tháng 8, bệnh dịch đã lấy đi mạng sống của vua Louis. Vào thời điểm Edward đến Tunis, Charles đã ký một hiệp ước với các tiểu vượng, và không làm thêm việc gì nữa trừ việc trở lại Sicily. Cuộc thập tự chinh bị hoãn lại cho đến mùa xuân năm sau, nhưng một cơn bão ập tới và tàn phá ngoài khơi bờ biển Sicily khiến cho Charles xứ Anjou và người kế vị Louis là Philippe III từ bỏ chiến dịch. Edward quyết định một mình tiếp tục, và ngày 9 tháng 5 1271 ông đặt chân lên Acre..
Sau đó, tình hình tại Vùng đất Thánh trở nên bất ổn. Jerusalem thất thủ năm 1244, và Acre bấy giờ là trung tâm của Nhà nước Kito giáo. Các quốc gia Hồi giáo đang ở thế tấn công dưới sự lãnh đạo của Baibars, và nay đã đe dọa đến Acre. Mặc dù quân của Edward là một sự bổ sung lớn cho lực lượng quân đồn trú, họ không có nhiều cơ hội chống lại lực lượng của Baibars, và một cuộc tấn công vào vùng gần St Georges-de-Lebeyne vào tháng 6 không thu được kết quả gì. Một đoàn sứ giả được gửi đến chỗ Ilkhan Abaqa (1234–1282) của Mongols giúp đem lại một cuộc tấn công vào Aleppo ở phía bắc, nhằm giúp đánh lạc hướng lực lượng của Baibars. Tháng 11, Edward dẫn đầu một đội quân đánh vào Qaqun, mà được coi là một cầu nối tới Jerusalem, nhưng cả cuộc xâm lược của Mongol và cuộc tấn công Qaqun đều thất bại. Mọi thứ dường như rơi vào tuyệt vọng, và tháng 5 năm 1272 Hugh III của Cyprus, người trên danh nghĩa là vua của Jerusalem, ký thỏa thuận ngừng bắn 10 năm với Baibars. Edward bị thách thức, nhưng một cuộc tấn công của một sát thủ người Hồi giáp vào tháng 6 buộc ông phải từ bỏ mọi chiến dịch. Mặc dù chống chọi lại và giết được tên sát thủ, ông bị thương ở cánh tay do bị đâm bởi một con dao găm tẩm độc, và ngã bệnh trầm trọng trong những tháng sau.
Mãi cho đến ngày 24 thánh 9 Edward mới rời Acre. Đến Sicily, ông nhận được tin phụ vương đã băng hà vào ngày 16 tháng 11, 1272. Edward rất đau buồn bởi tin này, nhưng thay vì ngay lập tức trở về quê hương, ông tiến hành một cuộc du ngoạn về phương bắc. Điều này một phần là do sức khỏe của ông vẫn chưa hồi phục, cũng như chuyện trở về cũng không cấp thiết lắm. Tình hình chánh trị ở Anh đã ổn định sau nhiều biến động đã qua, và Edward đã lên ngôi hoàng đế ngay sau cái chết của phụ thân, thay vì phải đợi đến lễ đăng quang của chính ông, theo như tục lệ. Bởi sự vắng mặt của Edward, một hội đồng điều hành đất nước được thành lập, lãnh đạo bởi Robert Burnell. Vị tân vương có một hành trình trên bộ xuyên qua các nước Ý và Pháp, ở những nơi đó ông ghé thăm Giáo hoàng Gregory X ở Rome, Vua Philippe III ở Paris, và đàn áp một cuộc nổi dậy ở Gascony. Chỉ đến ngày 2 tháng 8 1274 ông mới trở lại Anh, và làm lễ gia miện ngày 19 tháng 8.

## Thời kì đầu, 1274–96

### Chiến dịch xứ Wales

#### Chinh phạt

Wales sau Hiệp ước Montgomery 1267
Lãnh địa của Gwynedd, Llywelyn ap Gruffudd
Vùng chế ngự của lãnh địa của Llywelyn
Vùng chế ngự của chư hầu của Llywelyn
Vùng ảnh hưởng của các nam tước Marcher
Vùng tể trị của vua nước Anh

Llywelyn ap Gruffudd thấy mừng vì tình hình bất ổn bởi hậu quả của Chiến tranh Nam tước. Vào năm 1267 với Hiệp ước Montgomery, ông ta nhận được những vùng đất mà ông ta đã chinh phục trong Four Cantrefs of Perfeddwlad và được công nhận danh hiệu Thân vương xứ Wales. Các cuộc xung đột không dừng lại, đặc biệt là sự bất mãn từ các Lãnh chúa Marcher, chẳng hạn như Gilbert de Clare, Bá tước Gloucester, Roger Mortimer và Humphrey de Bohun, Bá tước Hereford. Vấn đề trở nên nghiêm trọng hơn khi em trai của Llywelyn, Dafydd vàGruffydd ap Gwenwynwyn xứ Powys, sau thất bại trong nỗi lực chống lại Llywelyn, đã đào thoát sang Anh năm 1274.. Lấy lý do là cuộc chiến tranh đang diễn ra và nhà vua nước Anh chứa chấp kẻ thù của mình, Llywelyn từ chối làm lễ phiên thần với Edward. Đối với Edward, một sự khiêu khích lớn hơn nữa là kế hoạch của Llywelyn nhằm kết hôn với Eleanor, con gái của Simon de Montfort.
Tháng 11 năm 1276, cuộc chiến được khởi động. Các cuộc hành quân ban đầu được khởi động bởi đại úy của Mortimer, Lancaster (em trai của Edward, Edmund) và William de Beauchamp, Bá tước Warwick. Sự ủng hộ đối với Llywelyn từ những người đồng hương. Tháng 7 năm 1277 Edward tiến hành chiến dịch với lực lượng 15,500, trong đó 9,000 là người bản địa Wales. Chiến dịch không bao giờ dẫn đến một trận đánh lớn, và Llywelyn sớm nhận ra rằng mình không còn lựa chọn nào khác ngoài việc đầu hàng. Với Hiệp ước Aberconwy tháng 11 năm 1277, ông ta chỉ còn giữ lại lãnh địa Gwynedd, dù vẫn được phép xưng là Thân vương xứ Wales.
Khi chiến tranh lại bùng phát năm 1282, nó mang một tính chất hoàn toàn khác. Đối với người Wales, cuộc chiến tranh này đe dọa đến bản sắc dân tộc của họ, đặc biệt bị kích động bởi nỗ lực áp đặt luật pháp Anh lên thần dân Wales. Với Edward, đây là một cuộc chiến tranh xâm lược chứ không đơn phản chỉ là cuộc viễn chinh mang tính trừng phạt như chiến dịch trước. Chiến tranh bắt đầu với một cuộc nổi loạn của Dafydd, người bất mãn với những phần thưởng mà ông ta cho là không tương xứng từ Edward năm 1277.
Llywelyn và các thủ lĩnh người Wales khác sớm tham gia vào, và ban đầu quân đội Wales giành được nhiều thành công. Tháng 6, Gloucester bị đánh bại tại Trận Llandeilo Fawr. Ngày 6 tháng 11, trong lúc John Peckham, Tổng Giám mục Canterbury, đã tiến hành các cuộc đàm phán hòa bình, tướng chỉ huy quân đội của Edward ở Anglesey, Luke de Tany, quyết định tổ chức tiến công bất ngờ. Một cây cầu phao được xây dựng trên đất liền, nhưng ngay sau khi Tany và quân của ông vượt qua được, họ bị người Wales phục kích và bị tổn thất nặng nề trong Trận Moel-y-don. Tuy nhiên những thắng lợi của người Wales chấm dứt ngày 11 tháng 12, khi khi Llywelyn bị dụ vào ổ phục kích và bị giết tại Trận cầu Orewin. Cuộc chinh phạt Gwynedd kết thúc với việc bắt giữ Dafydd thàng 6 năm 1283, và bị dẫn tới Shrewsbury và bị xử tử với cáo buộc là kẻ phản bội vào mùa thu năm sau.
Các cuộc nổi loạn tiếp tục nổ ra trong năm 1287-88, và nghiêm trọng hơn, năm 1294, dưới sự lãnh đạo của Madog ap Llywelyn, bà con xa của Llywelyn ap Gruffudd. Cuộc xung đột cuối cùng khiến nhà vua phải bận tâm đến, nhưng tất cả các cuộc nổi dậy đều bị dập tắt nhanh chóng.

#### Thuộc địa hóa
Đến năm 1284 với Đạo luật Rhuddlan, Lãnh địa Hoàng thân xứ Wales được sáp nhập vào nước Anh và được đưa vào một hệ thống hành chính tương tự như tại Anh, với các quận huyện được kiểm soát bởi quận trưởng. Luật pháp Anh được áp dụng trong các vụ án hình sự, mặc dù người Wales được pháp duy trì một số luật tục riêng của mình trong vài trường hợp tranh chấp tài sản. Sau 1277, và nhất là sau 1283, Edward bắt tay vào một dự án định cư quy mô dành cho người Anh trên đất Wales, thành lập các thị trấn mới như Flint, Aberystwyth và Rhuddlan. Những cư dân mới là người gốc Anh, và người Wales bản địa bị cấm cư trú ở những thị trấn này, và phần nhiều vùng được bao bọc bởi các bức tường rộng lớn.
Một dự án xây dựng một loạt các tòa lâu đài có quy mô lớn được khởi xướng, dưới sự chỉ đạo của Master James xứ Saint George, một kiến trúc sư lão luyện mà Edward đã gặp tại Savoy trong chuyến hồi hương sau cuộc viễn chinh thập tự. Đó bao gồm các tòa lâu đài như Beaumaris, Caernarfon, Conwy và Harlech, được sử dụng làm pháo đài và cung điện hoàng gia dành cho Quốc vương. Chương trình xây dựng lâu đài ở Wales của ông đã báo trước việc sử dụng các lỗ châu mai trong các bức tường thành khắp lục địa châu Âu, dựa trên ảnh hưởng từ phương Đông. Ngoài ra cũng còn có một sản phẩm của cuộc viễn chinh thập tự là sự khởi đầu của lâu đài đồng tâm, và bốn trong tám lâu đài mà Edward lập ra ở Wales được thiết kế theo mô hình này. Những tòa lâu đài này đã thể hiện rõ ràng ý định lâu dài của Edward là cai trị miền bắc Wales một cách lâu dài, và dựng lên hình ảnh gắn liền với Đế quốc Đông La Mã và Vua Arthur trong một nỗ lực xây dựng tính hợp pháp đối với chế độ mới của ông.
Năm 1284, Vua Edward sắp xếp cho con trai ông Edward (về sau là Edward II) chào đời tại lâu đài Caernarfon, có lẽ là để đảm bảo một tuyên bố có chủ đích về trật tự chính trị mới ở xứ Wales. David Powel, một mục sư thế kỉ XVI, đoán rằng đứa trẻ được công bố là một ông hoàng "sinh ra ở Wales và không nói một chữ tiếng Anh nào", nhưng không có bằng chứng nào có thể chứng minh được. Năm 1301 tại Lincoln, Edward con trở thành hoàng tử Anh đầu tiên được trao tặng danh hiệu Thân vương xứ Wales, khi Vua Edward cấp cho ông Lãnh địa Bá tước Chester và các vùng đất ở phía bắc xứ Wales. Dường như nhà vua hi vọng rằng điều này sẽ giúp đỡ cho việc bình định tình hình trong khu vức này, và nó sẽ cung cấp cho con trai ông sự độc lập về tài chính.

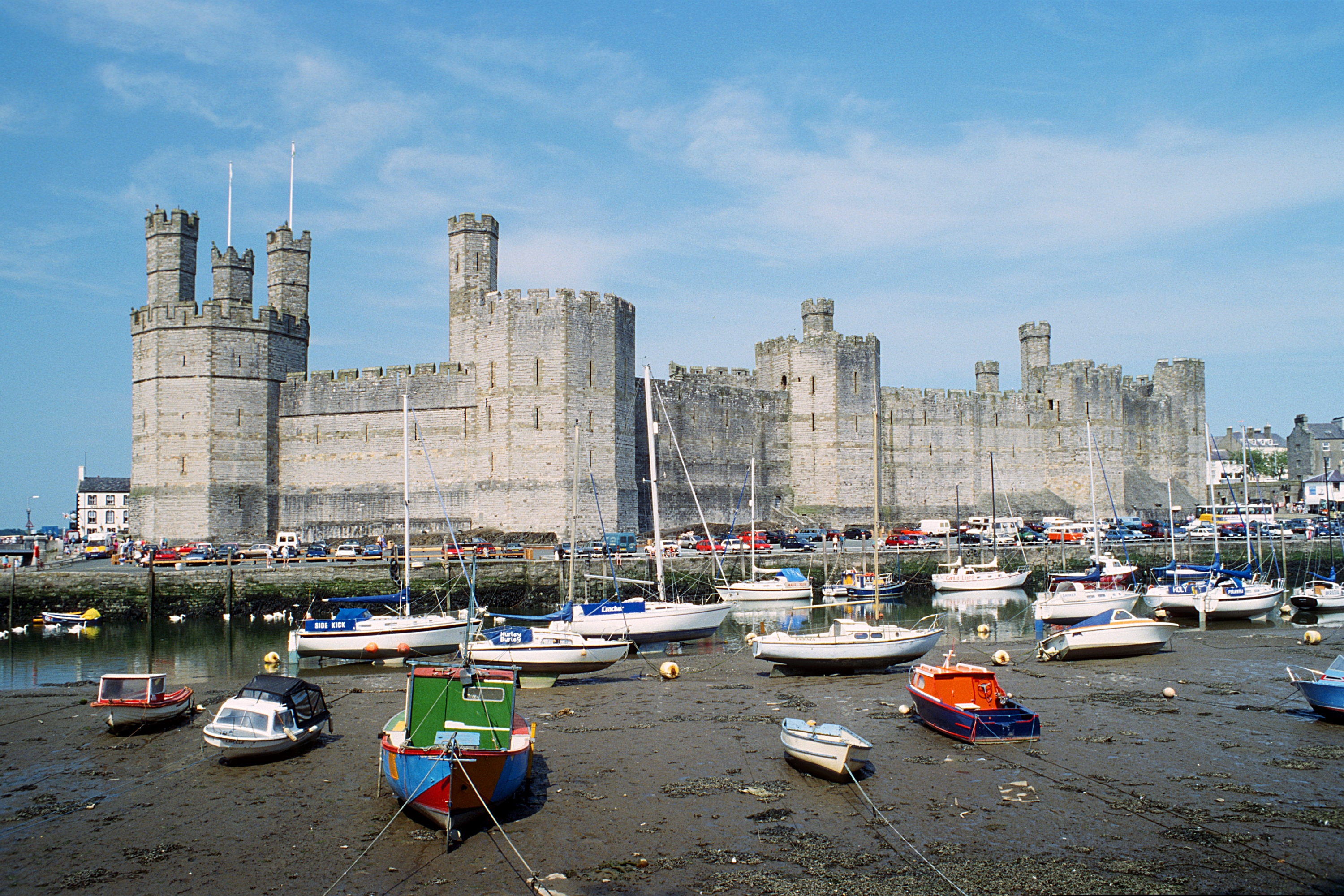
Các ví dụ về công trình xây dựng của Edward, bao gồm cả ngoại thất...
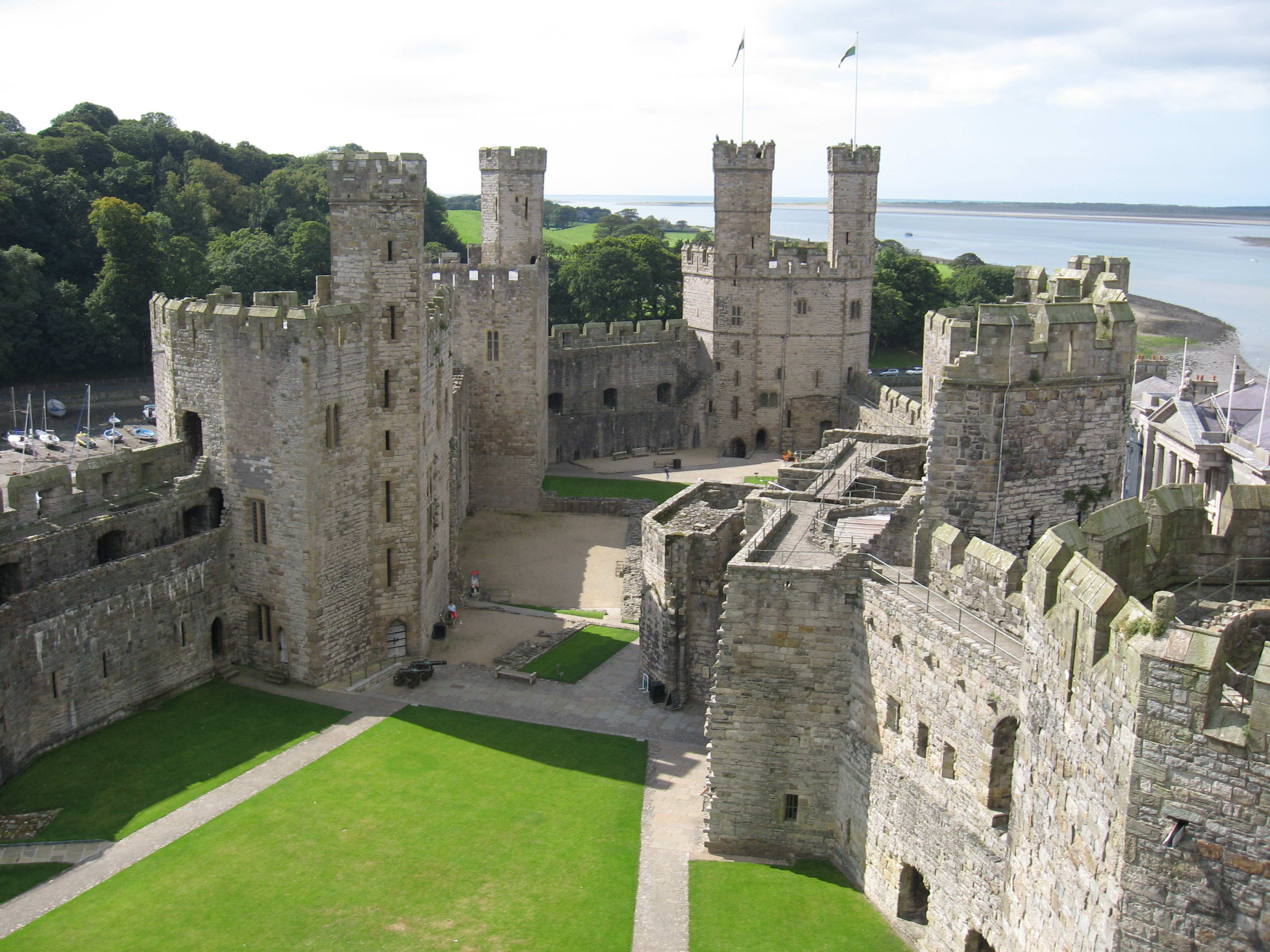
...và nội thất của lâu đài Caernarfon, kết hợp thiết kế của thời kì Lã Mã và Arthur;
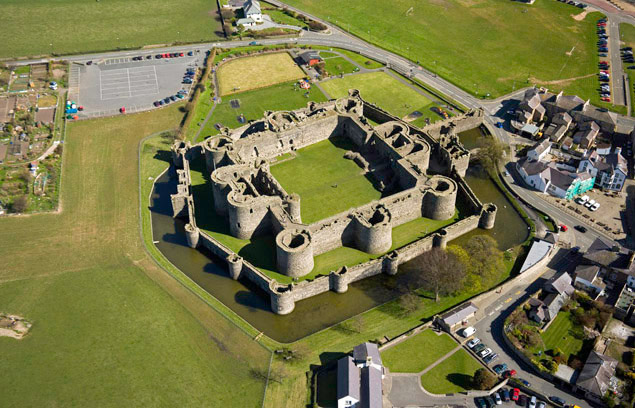
việc sử dụng các mô hình đồng tâm tại Beaumaris...
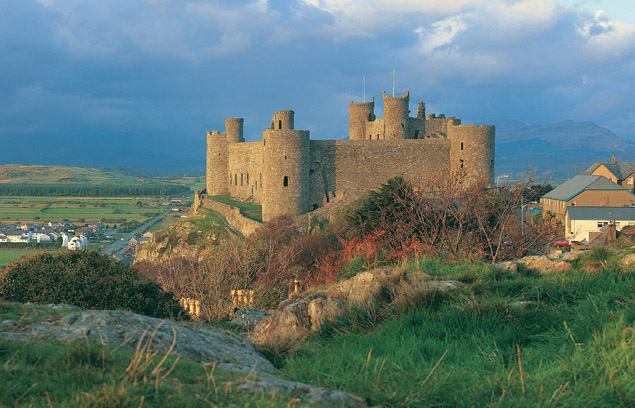
...và lâu đài Harlech;
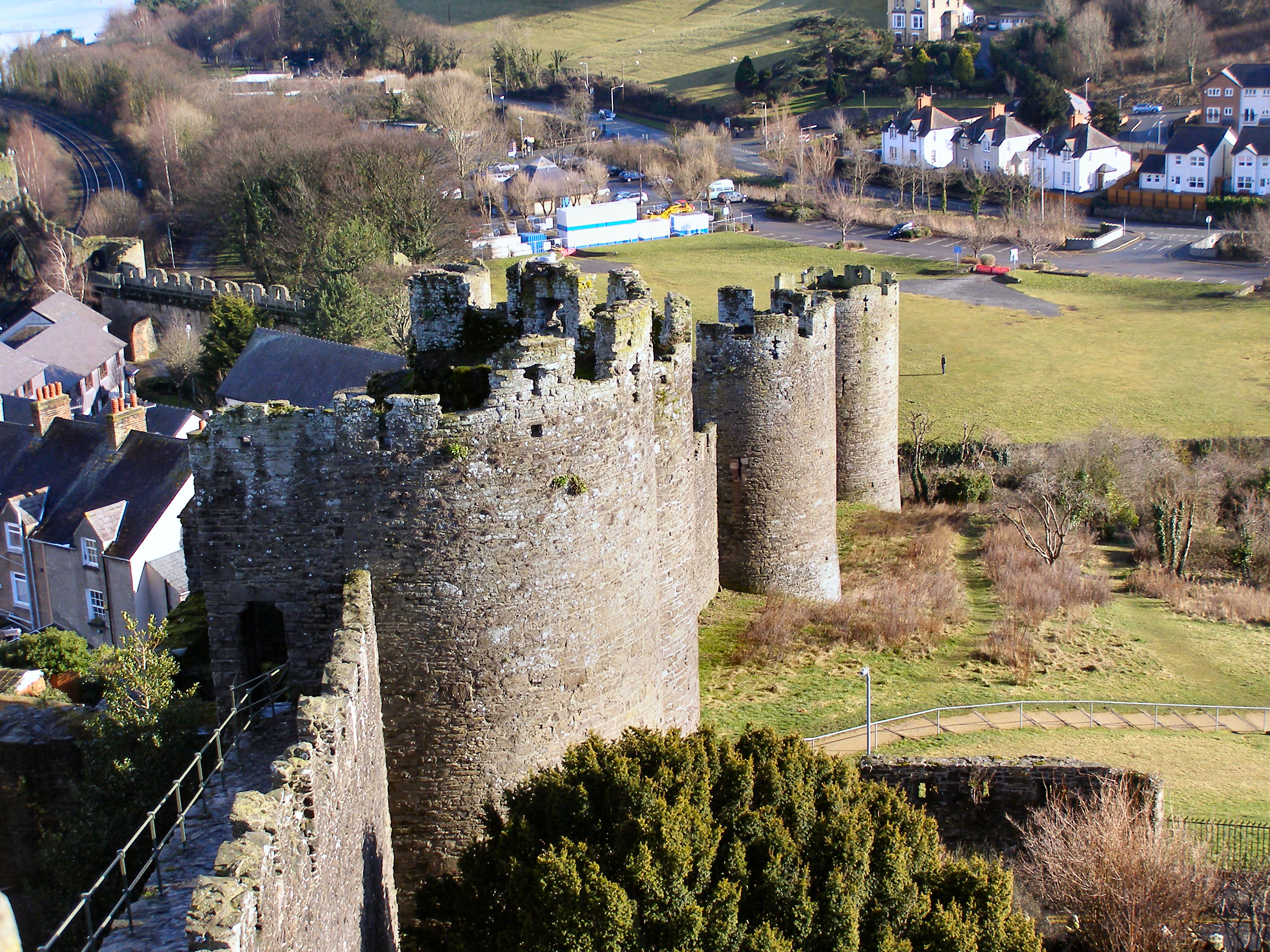
và tường rào rộng lớn của các thị trấn mới được thành lập, chẳng hạn như Conwy.

### Ngoại giao và chiến tranh trên lục địa

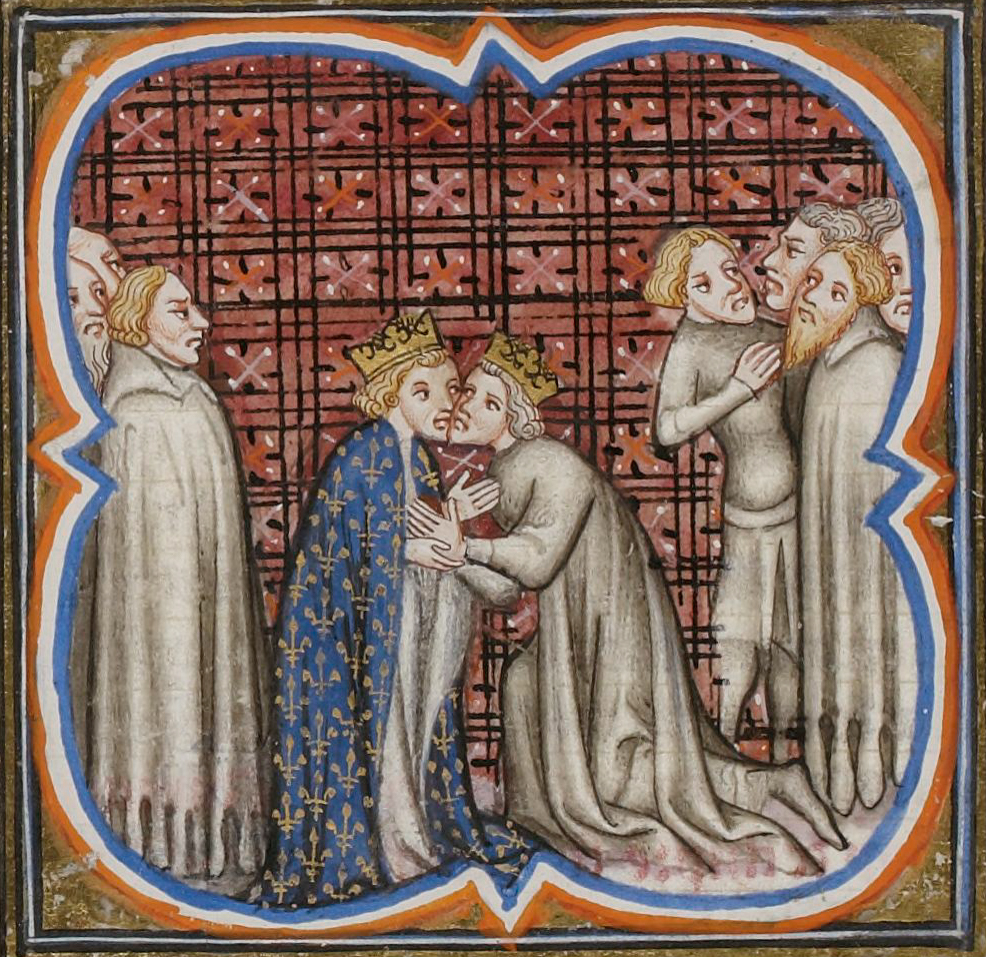
Edward I (bên phải) làm lễ phiên thần với Philipep IV (bên trái). Với tư cách Quận công Aquitaine, Edward là chư hầu của nhà vua nước Pháp.

Edward không bao giờ tham gia cuộc thập tự chinh nào nữa sau khi về nước năm 1274, nhưng ông duy trì dự định làm như vậy, và lấy thập giá một lần nữa năm 1287. Dự định này ảnh hưởng đến nhiều chính sách đối ngoại của ông, ít nhất là cho tới năm 1291. Để chuẩn bị cho một cuộc viễn chinh thập tự, điều cần thiết là ngăn chặn các xung đột lớn có thể xảy ra giữa các vương hầu trên lục địa. Một trở ngại lớn lúc này là xung đột giữa Nhà Anjou gốc Pháp cai trị miền nam Italia, với Vương quốc Aragon ở Tây Ban Nha. Năm 1282, công dân xứ Palermo nổi dậy chống lại Carlo I của Naples và quay sang tìm kiếm sự giúp đỡ từ Pedro de Aragón, trong cái được gọi là Sicilian Vespers. Trong cuộc chiến diễn ra sau đó, con trai của Carlo d'Angiò, Carlo xứ Salerno, bị người Aragon bắt làm tù binh. Người Pháp bắt đầu tiến công vào Aragon, thắp một ngọn lửa về cuộc chiến quy mô lớn ở châu Âu. Đối với Edward, điều bắt buộc là ngăn chặn cuộc chiến tranh diễn ra, và ở Paris năm 1286 ông làm trung gian hòa giải giữa Pháp và Aragon và đảm bảo giúp phóng thích Carlo. Vì cuộc thập tự chinh, vấn đề này được xét đến, tuy nhiên, những nỗ lực của Edward tỏ ra thiếu hiệu quả. Một đòn nặng nề đánh vào kế hoạch của ông vào năm 1291, khi Mamluks chiếm lấy Acre, thành lũy cuối cùng của người Công giáo Tây phương ở Vùng đất Thánh.
Sau khi Arce thất thủ, vai trò quốc tế của Edward thay đổi từ một nhà ngoại giao chuyển sang một nhân vật phản diện. Từ lâu ông đã tham gia các công việc riêng của ông tại Lãnh địa Công tước Gascon. Năm 1278 ông chỉ định một ủy ban điều tra gồm những người cộng sự Otto de Grandson và tể tướng Robert Burnell, người lên thay thế cho Luke de Tany. Năm 1286, Edward đến thăm vùng lãnh địa này và ở lại đó trong vòng ba năm. Tuy nhiên, vấn đề lâu dài, là tình trạng của Gascon thuộc về Vương quốc Pháp, và Edward trên danh nghĩa là chư hầu của vua Pháp. Một phần của chính sách ngoại giao vào năm 1286, Edward làm lễ phiên thần với nhà vua mới, Philip IV, nhưng vào 1294 Philippe tuyên bố thu hồi Gascon khi Edward từ chối hiện diện trước mặt ông ra ở Paris để thảo thuận về các cuộc xung đột giữa các thủy thủ Anh, Gascon, và Pháp (điều này dẫn đến kết quả các tàu của Pháp bị bắt giữ, cùng với việc đóng cửa cảng La Rochelle của người Pháp).
Hoàng hậu Eleanor xứ Castile băng hà ngày 28 tháng 11 1290. Một điều hiếm thấy trong các cuộc hôn nhân hoàng gia thời kì này, hai người thực sự yêu thương nhau. Hơn thế nữa, cũng như phụ thân, Edward rất tận tâm với hoàng hậu với chung thủy với bà trong suốt thời gian hôn nhân - một vị quân vương hiếm có vào thời điểm đó. Ông bị ảnh hưởng sâu sắc trước cái chết của vợ và thể hiện lòng thương tiếc bằng cách dựng lên 12 cái gọi là Eleanor cross, ở mỗi nơi đoàn đưa tang của bà ghé lại nghỉ một đêm. Một phần hiệp ước hòa bình giữa Anh và Pháp năm 1294, một kế hoạch hôn nhân được xếp đặt giữa Edward với em gái khác mẹ của Philippe IV là Marguerite, nhưng cuộc hôn nhân phải trì hoãn vì chiến tranh bùng nổ.
Edward thiết lập liên minh với vua Đức, các Bá tước xứ Flanders và Guelders, và người Burgundy, để tấn công Pháp quốc từ phía bắc. Liên minh tỏ ra không chắc chắn, và Edward lại phải đối mặt với các rắc rối trong nước vào thời điểm đó, cả ở Wales và Scotland. Mãi cho tới tháng 8 năm [1297]ư ông mmoiws có thể đi thuyền đến Flanders, và lúc đó các đồng minh của ông đã bị đánh bại. Sự hỗ trợ của người Đức không bao giờ phát huy tác dụng, và Edward buộc phải tìm kiếm hòa bình. Cuộc hôn nhân của ông với Marguerite (Margaret) năm 1299 đã kết thúc chiến tranh, nhưng toàn bộ cuộc chiến đã chứng minh là quá trình thiếu hiệu quả và tốn kém đối với người Anh.

### Đại Khủng hoảng

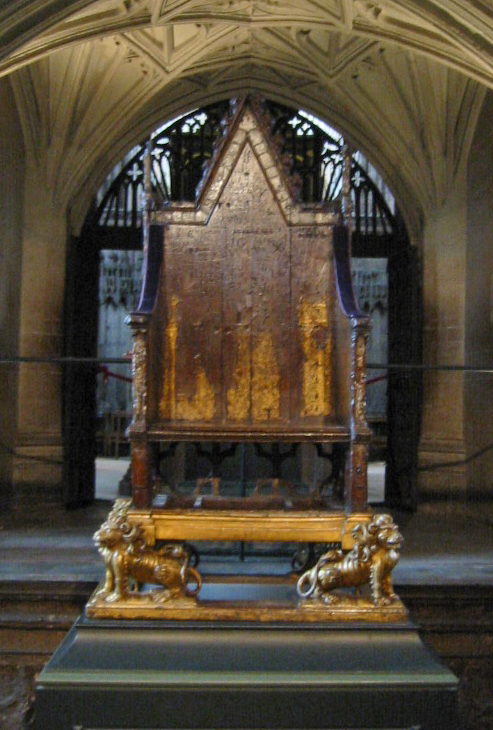
King Edward's Chair, in Westminster Abbey; originally, the Stone of Destiny would have fitted into the gap beneath the seat

Quan hệ giữa hai nước Anh và Scotland trước những năm 1280 khá êm dịu. Vấn đề thần phục không dẫn đến nhiều xung đột như trong tình hình ở Wales; năm 1278 Vua Alexander III của Scotland xưng thần với Edward I, nhưng dường như chỉ là đối với những vùng đất ông nắm giữ của Edward ở England. Vấn đề nảy sinh từ cuộc khủng hoảng kế vị Scotland đầu những năm 1290. Từ 1281 đến 1284, hai con trai và một con gái của Alexander đều chết yểu. Sau đó, năm 1286, chính Alexander cũng băng hà, để lại ngai vàng cho người cháu gái mới lên ba tuổi, Margaret. Với Hiệp ước Birgham, quy định rằng Margaret sẽ kết hôn với cậu con trai mới lên 1 tuổi của Edward là Edward xứ Carnarvon, mặc dù Scotland vẫn duy trì quyền tự do dưới sự tể trị của vua nước Anh.
Margaret, khi lên bảy tuổi, giong buồm từ Na Uy về Scotland vào mùa thu năm 1290, nhưng ngã bệnh trên đường và chết ở Orkney. Điều này dẫn đến việc Scotland không có vua, và dẫn đến một cuộc tranh chấp mà sử gọi là Great Cause.
Mặc dù có đến 14 phe phái tranh chấp chủ quyền đối với ngai vàng, cuộc cạnh tranh thực sự chỉ nổ ra giữa John Balliol và Robert de Brus. Các lãnh chúa Scotland đề nghị Edward tiến hành quản lý sự việc và kết quả, nhưng không phải là phân xử giữa các bên tranh chấp. Quyết định thực tế được đưa ra bởi 104 người - 40 người được bổ nhiệm bởi BBalliol, 40 bởi Bruce và 24 người được chỉ định bởi Edward I từ các thành viên cao cấp trong Hội đồng chính trị Scotland. Tại Birgham, với triển vọng về một liên minh cá nhân giữa hai vương quốc, vấn đề bá quyền đã không còn quan trọng đối với Edward. Bây giờ ông nhấn mạnh rằng, nếu ông giải quyết được tranh chấp, ông sẽ được công nhận một cách đầy đủ là lãnh chúa của Scotland. Người Scots miễn cưỡng nhượng bộ, và trả lời rằng khi đất nước không có vua, thì không ai có quyền đưa ra quyết định như vậy. Thế cờ này bị phá hỏng khi những người tranh chấp đồng ý rằng vương quốc sẽ được bàn giao cho Edward cho đến khi tìm ra người thừa kế. Sau cuộc lựa chọn kéo dài, quyết định cuối cùng là ngai vàng trao cho John Balliol ngày 17 tháng 11, 1292.
Ngay cả sau khi Balliol lên ngôi, Edward vẫn tiếp tục thể hiện quyền bá chủ ở Scotland. Chống lại sự phản đối của người Scots, ông tiếp nhận những bức thư tố cáo về những phán quyết vào thời kì giữa hai đời vua Scotland. Một sự khiêu khích xa hơn nữa là sự kiện gây ra bởi Macduff, con trai của Malcolm, Bá tước Fife, và khi đó Edward bắt Balliol phải đến trình diện tại Nghị viện Anh để trả lời những cáo buộc. Vua Scotland đã làm theo, nhưng cuối cùng những giọt nước cũng làm tràn li khi Edward bắt bọn quý tộc Scotland cung cấp cho quân đội giúp ông chống lại Pháp dưới danh nghĩa chư hầu. Điều này không thể chấp nhận; thay vào đó người Scots lập ra một liên minh với Pháp và phát động một cuộc tấn công bất thành vào Carlisle. Edward đáp trả và tiến hành xâm lược Scotland năm 1296 và chiếm lấy thị trấn Berwick bằng một cuộc tấn công đẫm máu. Tại đại chiến Dunbar, những người Scotland chống lại ông đã bị nghiền nát. Edward tịch thu Hòn đá vận mệnh – vật báu đăng cơ của vua Scotland – và đem nó về Westminster rồi đăth lên một thứ gọi là King Edward's Chair; ông lật đổ Balliol và tống cố ông ta vào Tháp London, và bố trí người Anh cai quản đất nước này. Chiến dịch rất thành công, nhưng chiến thắng của người Anh sẽ chỉ là tạm thời.

## Chính phủ và luật pháp

### Tính cách nhà vua

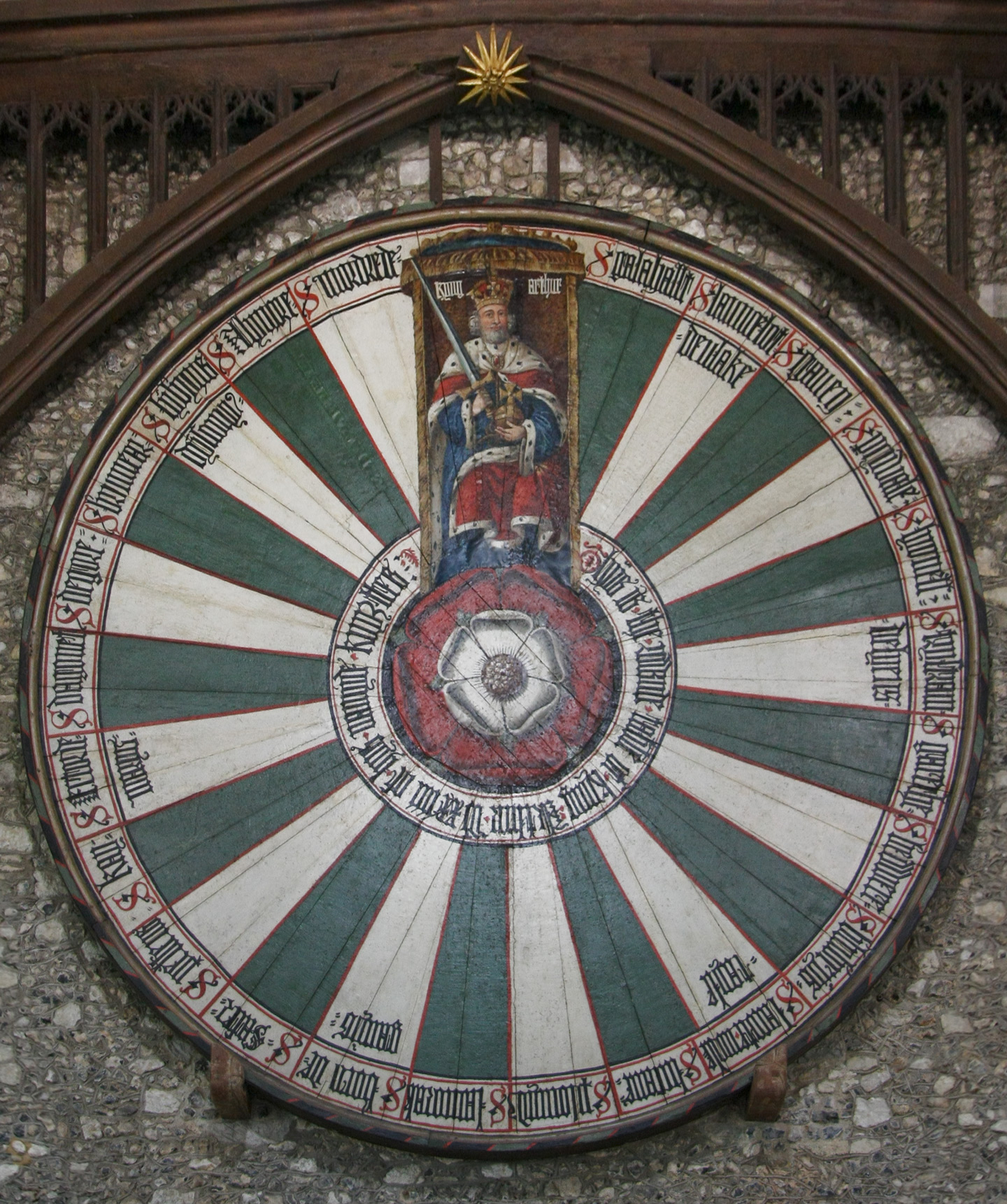
Bàn tròn, được làm ra bởi Edward, hiện nay đặt ở Lâu đài Winchester

Edward nổi tiếng là một người khắc nghiệt, và rất đáng sợ; một câu chuyện kể về sự kiện Trưởng Tu viện St Paul's, muốn đối đầu với Edward khi ông tăng thuế lên cao năm 1295, bị đẩy ngã từ trên cao và chết khi nhà vua có mặt ở đó. Khi Edward xứ Caernarfon đòi ông phong cho sủng nam của hắn Gaveston một lãnh địa bá tước, nhà vua nổi cơn thịnh nộ và rứt từng nắm tóc của con trai ông. Một số người đương thời coi Edward là người đáng sợ, đặc biệt là trong những ngày đầu của ông. Bài hát Lewes năm 1264 mô tả ông giống như một loài báo, loài động vật đáng sợ, mạnh mẽ và không thể lường trước được.
Tuy nhiên mặc dù có những tính cách đáng sợ như vậy, người cùng thời với Edward coi ông là một vị vua có năng lực, thậm chí là một vị vua lý tưởng. Dù không được thần dân yêu thương, ông vẫn nhận được sự kính sợ và tôn trọng. Ông được người đương thời kì vọng về vai trò lãnh đạo có năng lực, một người chỉ huy quyết đoán và tính hào hiệp của mình. Trong các nghi lễ tôn giáo ông cũng làm thỏa mãn sự kì vọng của người thời đó: ông đến nhà thờ đều đặn và thường xuyên bố thí một cách hào phóng.
Edward thích thú với những sự tích về Vua Arthur, chúng rất nổi tiếng khắp cả châu Âu trong suốt triều đại của ông. Năm 1278 ông đến thăm Glastonbury Abbey để khai trương những địa điểm được tin là mộ của Arthur và Guinevere, khôi phục "Arthur's crown" từ Llywelyn sau cuộc chinh phạt Bắc Wales, trong khi, như đã nói ở trên, những tòa lâu đài mới của ông được xây dựng dựa trên những thiết kế và vị trí của thời Arthur. Ông mở các sự kiện "Bàn tròn" vào các năm 1284 và 1302, bao gồm các cuộc thi đấu và những buổi tiệc tùng phè phỡn, và biên niên sử so sánh ông và những sự kiện trong triều đình ông với lại Arthur. Trong vài sự kiện Edward dường như sự sử dụng mối quan tâm dành cho thời Arthur của mình để phục vụ cho những công việc chính sự của riêng ông, bao gồm hợp pháp hóa nền thống trị ở Wales và gây niềm tin đối với người Wales cho rằng Arthur có thể trở lại như một vị cứu tinh của họ.

### Cai trị và luật pháp

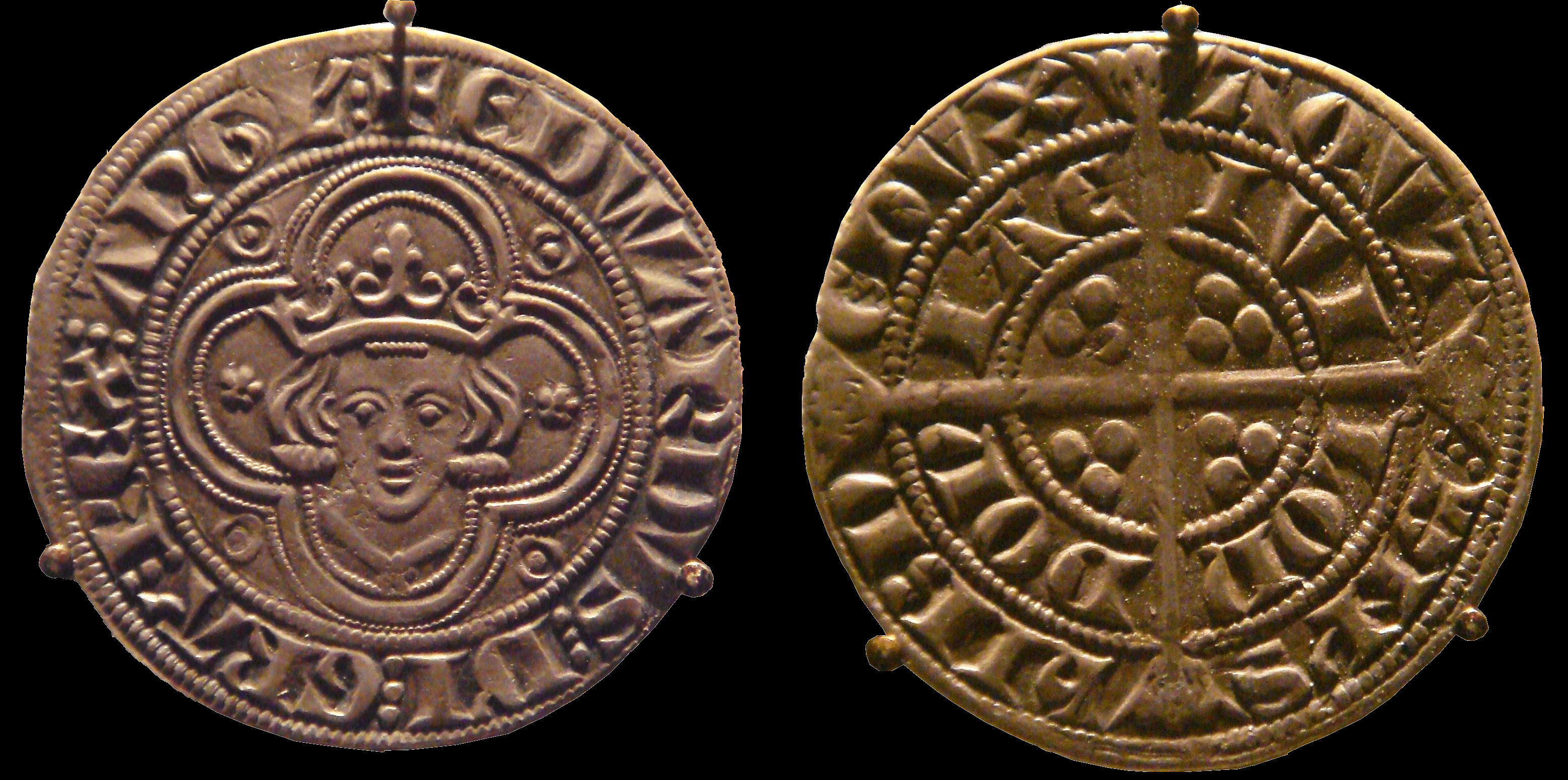
Two coins showing obverse and reverse of same denomination. On left is the obverse, showing a head with a coronet. Surrounding text says, in abbreviated Latin, "Edward, by the grace of God King of England". The reverse shows a cross and the text "Duke of Aquitaine and Lord of Ireland", and "Made in London".

Không lâu sau khi tuyên bố lên ngôi, Edward đã thiết lập lại trật tự và tái lập vương quyền sau một triều đại đầy biến động của phụ thân ông. Để thực hiện điều này, ông ngay lập tức thực hiện những thay đổi sâu rộng về nhân sự trong chánh quyền. Chính sách quan trọng nhất đó là bổ nhiệm Robert Burnell làm tể tướng, ông này vẫn giữ chức vụ đó đến năm 1292 và là một trong những cộng sự thân cận nhất của nhà vua. Edward sau đó thay thế hầu hết các quan chức địa phương, chẳng hạn như nhân viên sung công (escheator) và cảnh sát trưởng. Những biện pháp cuối cùng để thi hành để chuẩn bị cho cuộc điều tra rộng khắp nước Anh, ông có thể lắng nghe những lời phàn nàn với chuyện các quan chức triều đình lạm quyền. Những cuộc điều tra về sản xuất được tiến hành bằng việc thành lập cái gọi là Hundred Rolls, ở các phân khu hành chính trong các hạt.
Mục đích thứ hai của các cuộc điều tra là để thiết lập lại những vùng đất và quyền lực của ngôi vua đã mất dươi thời Henry III.. The Hundred Rolls đã hình thành những cơ sở pháp lý cho cái mà sau này gọi là vụ kiện Quo warranto. Mục đích của những vấn đề này là bởi những mệnh lệnh (tiếng Latinh: Quo warranto) thay cho với sự tự do. Nếu bị cáo không có giấy phép từ hoàng gia chứng minh việc được cấp quyền tự do, và sau đó là ý kiến từ quốc vương, thì quyền tự do sẽ bị nhà vua thu hồi.
Với việc ban hành Đạo luật Gloucester năm 1278 nhà vua đã thách thức đặc quyền của các nam tước qua việc lập lại hệ thống tòa án lưu động (thẩm phán hoàng gia có thể đi đến mọi ngóc ngách trong nước) và sự tăng trưởng đáng kể số lượng lời biện hộ của các bị cáo được lắng nghe bởi các tòa án này.

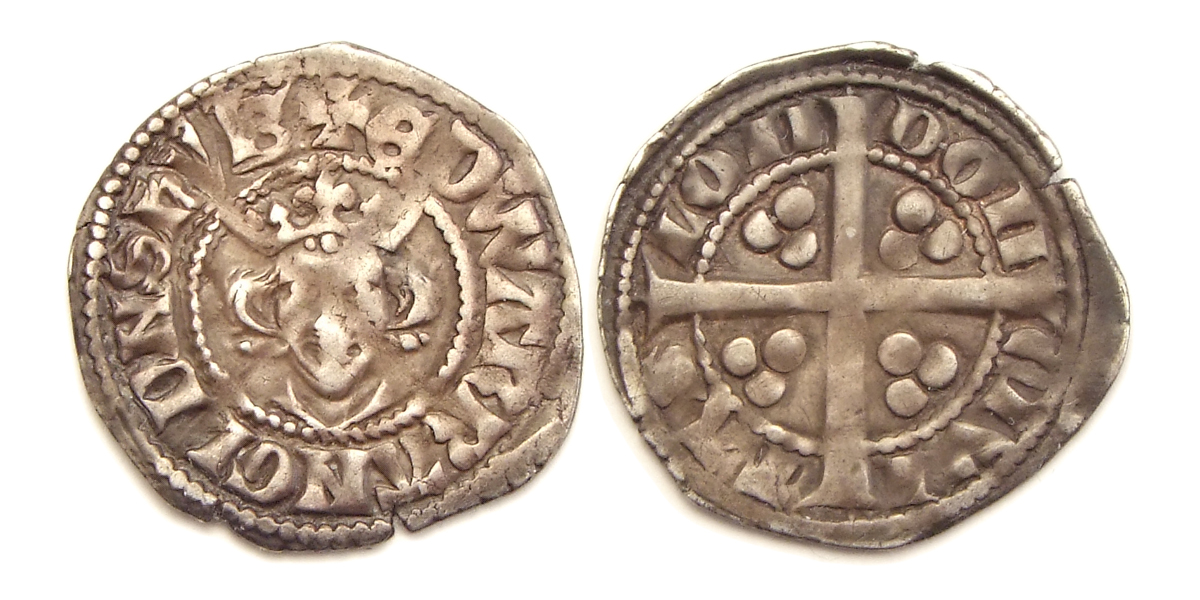
Đồng xu thập tự với chân dung Edward

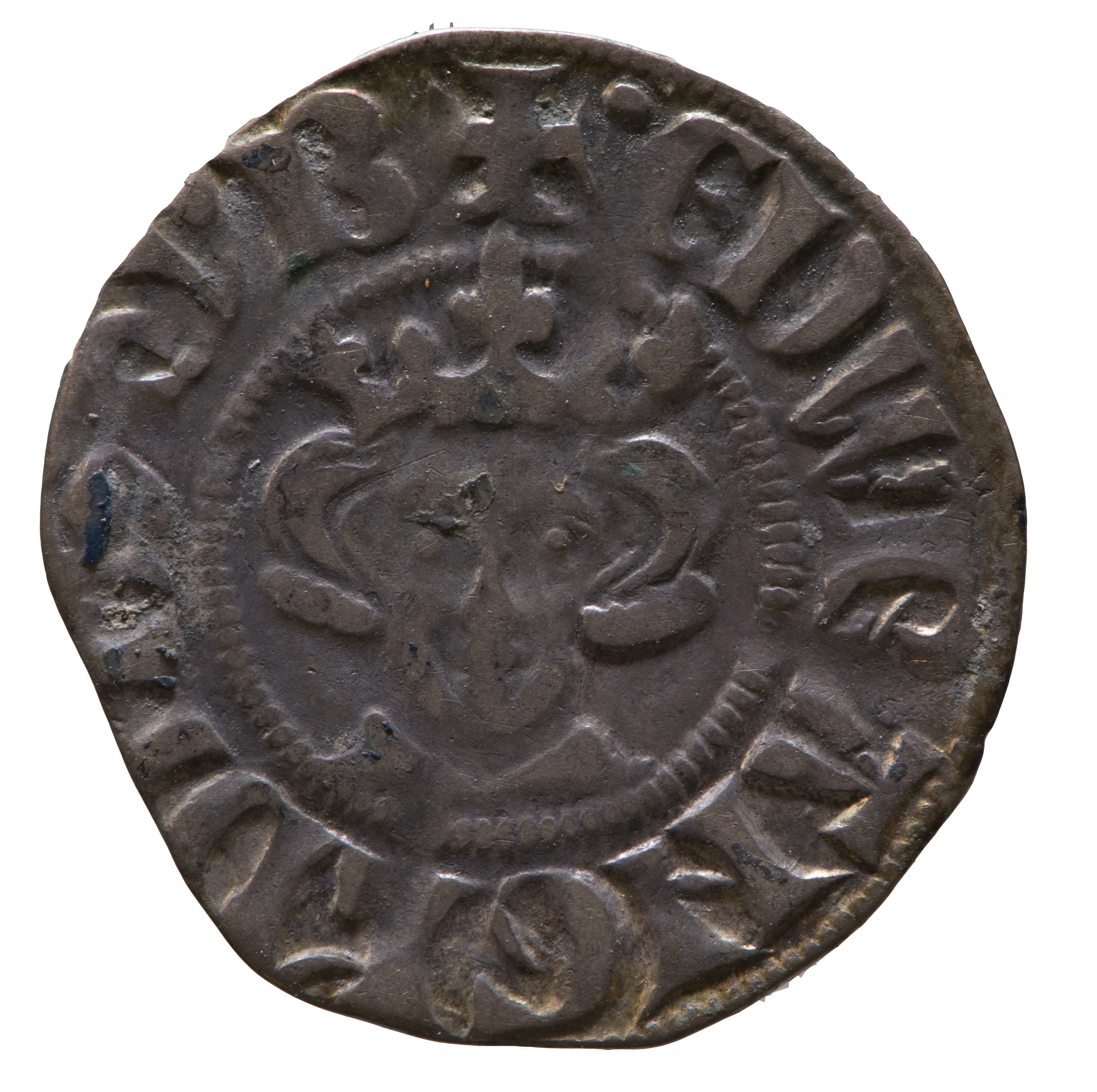
Đồng xu bạc của Edward I,
York Museums Trust

Điều này gây ra sự ngạc nhiên lớn đối với tầng lớp quý tộc, họ khẳng định rằng việc sử dụng lâu dài sự tự nó thành lập giấy phép. Một thỏa hiệp cuối cùng đạt được năm 1290, theo đó một quyền tự do được coi là hợp pháp nếu nó được chứng minh là bắt đầu từ lễ đăng quang của Richard Trái tim Siw tử năm 1189. Những gì hoàng gia thu được từ Quo warranto không đáng kể; chỉ một ít quyền tự do bị nhà vua thu hồi lại. Edward vẫn giành được một chiến thắng quan trọng, trong việc khẳng định rõ ràng các nguyên tắc mà tất cả các quyền tự do cơ bản bắt nguồn từ ngôi vua.
Đạo luật Quo warranto năm 1290 chỉ là một phần trong nỗ lực lập pháp rộng lớn hơn, đó là một trong những đóng góp quan trọng nhất của triều đại Edward I. Thời đại của những hành động hợp pháp này bắt đầu từ thời điểm phong trào cải cách nam tước; Đạo luật Marlborough (1267) chứa những cơ sở cho Điều khoản Oxford và Tuyên ngôn Kenilworth. Việc biên soạn Hundred Rolls được tiếp tục ngay sau sự kiện Westminster I (1275), trong đó nêu rõ những đặc quyền hoàng gia và những nguyên tắc chung về hạn chế quyền tự do. Trong Mortmain (1279), vấn đề là việc cấp đất cho nhà thờ. Điều khoản đầu tiên của Westminster II (1285), được biết đến là De donis conditionalibus, dàn xếp phân phát đất đai và chế độ thừa kế trong gia đình. Merchants (1285) thiết lập quy định thu hồi các khoản nợ, trong khi Winchester (1285) giải quyết việc giữ gìn hòa bình ở các địa phương. Quia emptores (1290) – ban hành kèm với Quo warranto –  đặt ra để khắc phục các tranh chấp quyền sở hữu đất đai do chuyển nhượng đất. Thời kì của những đạo luật lớn kết thúc với cái chết của Robert Burnell năm 1292.

### Tài chính, Nghị viện và trục xuất người Do Thái

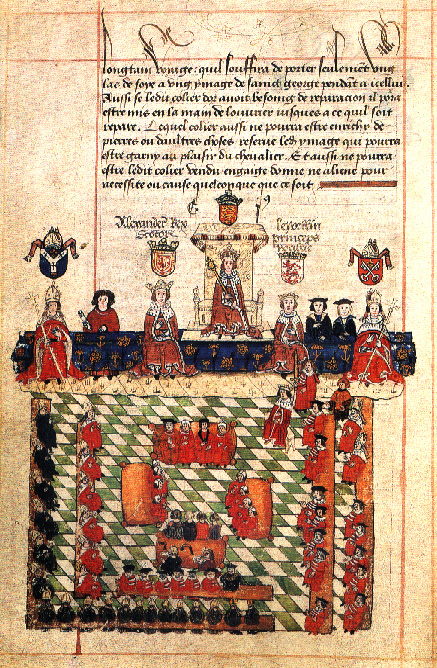
Minh họa một hội nghị Quốc hội do Edward I chủ trì. Bức tranh có cảnh Alexander III của Scotland và Llywelyn ap Gruffudd của Wales ở bên cạnh Edward; điều này không thực sự xảy ra.

Các chiến dịch quân sự thường xuyên của Edward I đã làm gia tăng tình trạng căng thẳng về tài chính trên toàn quốc. Có một vài cách để nhà vua có tiền trang trải cho chiến tranh, bao gồm thuế hải quan, cho vay tiền và bắt trợ cấp. Năm 1275, Edward I đàm phán một thỏa thuận với hội đồng các thương gia trong nước để vay một khoản vay lâu dài. Năm 1303, một thỏa thuận tương tự với các thương gia nước ngoài, đổi lại ông cho họ một số đặc quyền nhất định. Các khoản thu từ thuế hải quan được xếp đặt bởi Riccardi, một nhóm ngân hàng đến từ Lucca của Ý. Điều này đổi lấy vị trí của họ là cho quốc vương vay tiền, giúp đỡ tài chính cho cuộc chiến tranh Wales. Khi chiến tranh với Pháp nổ ra, nhà vua nước Pháp tịch thu tài sản trong Riccardi, và ngân hàng phá sản. Sau vụ đó, Frescobaldi xứ Florence đảm nhận vai trò người cho vay tiền của quốc vương nước Anh.
Một nguồn thu nhập khác cho ngôi vua đến từ Người Do Thái. Người Do Thái là vật sở hữu của các nhân nhà vua, và ông tự do đánh thuế họ theo ý thích. Trước năm 1280, người Do Thái đã bị khai thác đến một mức độ là họ không còn là nguồn tài chính lớn của ngôi vua, nhưng họ vẫn được sử dụng trong thương lượng chánh trị. Việc họ cho vay nặng lãi  –  một điều cấm đối với tín hữu Kito giáo –  khiến nhiều người mắc nợ họ và gây ra sự bất bình phổ biến trong quần chúng. Năm 1275, Edward ban hành Quy chế của người Do Thái, cấm cho vay nặng lãi và khuyến khích người Do Thái chuyển qua ngành nghề khác; năm 1279, với việc có một xết nứt trên đồng xu, ông bắt giữ tất cả gia chủ người Do Thái ở An và khoảng 300 người bị hành hình. Năm 1280, ông ra lệnh cho toàn bộ người Do Thái đến một buổi thuyết giải đặc biệt, được thuyết giảng bởi các tu sĩ dòng Đa Minh, với hi vọng họ thay đổi, nhưng những lời hô hào đó chẳng được tuân theo. Đòn cuối cùng đánh vào người Do Thái ở Anh đến trong Sắc lệnh Trục xuất năm 1290, kh đó Edward trục xuất toàn bộ người Do Thái ra khỏi Anh quốc. Đây không những là tạo ra một nguồn thu nhập đáng kể cho hoàng gia thông qua các khoản vay và tài sản của người Do Thái, và nó cũng cho Edward cơ hội chính trị quan trọng để thương lượng về khoản trợ cấp trong cuộc họp Nghị viện năm 1290. Việc trục xuất, về sau bị dỡ bỏ năm 1656, được các vương hầu châu Âu tiếp bước: Philipoe II của Pháp had đuổi hết người Do Thái trong lãnh địa của riêng mình năm 1181; Johann I, Công tước Brittany, đuổi họ ra khỏi Công quốc của mình năm 1239; và cuối những năm 1240 Louis IX của Pháp trục xuất tất cả người Do Thái ra khỏi nước Pháp.
Edward tổ chức Quốc hội trên cơ sở pháp lý rất thường xuyên trong triều đại của ông. Tuy nhiên năm 1295, một sự thay đổi đáng kể diễn ra. Trong Nghị viện lần này, ngoài các lãnh chúa thế tục và tu sĩ trong Giáo hội, hai hiệp sĩ đến từ mỗi quận và hai đại diện trong mỗi quận được triệu tập. Những đại diện của quần chúng trong Nghị viện không có gì mới, cái mới là uy quyền dưới sự triệu tập các đại biểu. Trong khi Nghị viện trước kia Nghị viện chỉ đơn giản là tán thành quyết định của các lãnh chúa, bây giờ nó được tuyên bố là sẽ được triệu tập với quyền lực đầy đủ (plena potestas) của quần chúng của họ, để tán thành những quyết định trong Nghị viện. Nhà Vua bây giờ có đủ sự ủng hộ để thu trợ cấp giáo dân trên toàn quốc. Trợ cấp là thuế được thu một phần từ tài sản lưu động của các giáo dân. Trong khi Henry III chỉ thu được bốn lần dưới triều của mình, Edward I thu tới chín. Khuôn khổ này về sau trở thành tiêu chuẩn của Quốc hội sau này, được các sử gia gọi tên là "Mô hình Quốc hội".

## Thời kì cuối, 1297–1307

### Khủng hoảng Hiến pháp
Các cuộc chiến tranh dai dẳng những năm 1290 đặt ra một đòi hỏi lớn về tài chính lên các thần dân của Edward. Trong khi Nhà Vua chỉ đánh ba lần trợ cấp giáo dân cho đến 1294, thì lại đánh tới bốn lần trong những năm 1294–97, số tiền lên tới £200,000. Cùng với điều đó là gánh nặng về thuế đánh lên thực phẩm, hàng len và da, và thuế len không được quần chúng tán thành, gọi là maltolt. Việc vắt kiệt tài chính từ các thần dân của nhà vua gây nên sự oán giận và cuối cùng dẫn đến tranh chấp quyết liệt về chính trị. Sự phản kháng ban đầu không bắt nguồn từ việc đánh thuế, tuy nhiên, là do khoản trợ cấp giáo dân.
Năm 1294, Edward yêu cầu được cung cấp một nửa doanh thu giáo sĩ. Một số người chống lại, nhưng Nhà Vua trả lời bằng cách đe dọa và trục xuất, nên cuối cùng việc cấp cũng được thực hiện. Thời điểm đó, chức Tổng Giám mục Canterbury bỏ trống, kể từ khi Robert Winchelsey đến Italia tiến hành lễ tôn phong. Winchelsey trở về vào tháng 1 năm 1295 và phải đồng ý nhận một chức vụ khác vào tháng 11 năm đó. Tuy nhiên năm 1296, địa vị của ông thay đổi khi ông nhận được sắc lệnh Clericis laicos từ đức Giáo hoàng. Sắc chỉ này cấm các tu sĩ nộp thuế cho chính quyền nếu ông có sự đồng ý của Giáo hoàng. Khi đó giới tăng lữ, viện dẫn sắc chỉ, từ chối nộp thuế, Edward hồi đáp lại bằng thái độ coi thường sắc dụ đó. Winchelsey gặp khó xử khi phải lựa chọn giữa lòng trung thành với nhà vua và tuân theo ý chỉ của Giáo hoàng, và ông hồi đáp bằng việc để lại vấn đề này cho các mục sư khác trả lời. Vào cuối năm đó, một giải pháp được đưa ra bởi sắc chỉ mới Etsi de statu của Giáo hoàng, cho phép đánh thuế trong trường hợp khẩn cấp.
Biên sử của Walter xứ Guisborough
Sự phản đối từ các giảo dân mất nhiều thời gian để trở nên công khai. Những chống đối tập trung vào hai điều: quyền triệu tập quân đội của nhà vua, và quyền thu thuế của ông. Tại Nghị viện Salisbury vào tháng 2 năm 1297, Roger Bigod, Bá tước Norfolk, trên cương vị là Thống soái nước Anh, phản đối giấy triệu tập quân sự của hoàng gia. Bigod lập luận rằng quân đội chỉ đi cùng với nhà vua; nếu nhà vua giong buồm tới Flanders, ông không thể gửi thần dân của mình tới Gascony. Tháng 7, Bigod và Humphrey de Bohun, Bá tước Hereford và Quan Đại Nguyên soái, đã lập ra một danh sách những lời khiếu nại gọi là Lời Can gián, trong đó có cả lời phản đối việc tăng thuế. Không nản lòng, Edward lại yêu cầu trợ cấp giáo dân lần nữa. Đây là một sự khiêu khích, bởi vì nhà vua chỉ có được sự đồng ý từ một nhóm nhỏ các lãnh chúa, chứ không phải là đa số đại diện trong Nghị viện. Trong khi Edward đang ở Winchelsea, chuẩn bị cho chiến dịch Flanders, Bigod và Bohun đến chỗ quan Thủ quỹ ngăn việc thu thuế. Vì Nhà vua đã rời khỏi đất nước với một lực lượng ít hơn nhiều, vương quốc dường như đã ở bờ vực của cuộc nội chiến. Để giải quyết tình hình là người Anh bị người Scots đánh bại ở Trận cầu Stirling, các mối đe dọa mới đối với đất nước khiến nhà vua và các lãnh chúa đi đến hòa nghị. Edward ký vào Confirmatio cartarum – xác nhận Magna Carta và kèm theo đó là Charter of the Forest – đổi lại giới quý tộc đồng ý phục vụ cho vua trong chiến dịch Scotland.
Những vấn đề đối với Edward và phe đối lập không dừng lại với chiến dịch Falkirk. Trong những năm sau không bị buộc phải thực hiện những lời mà ông đã hứa, đặc biệt là tán thành Charter of the Forest. Trong cuộc họp Nghị viện năm 1301, nhà vua buộc phải ra lệnh đánh thuế những khu rừng hoàng gia, nhưng năm 1305, ông nhận được một sắc chỉ của giáo hoàng miễn cho sự nhượng bộ đó. Cuối cùng là sự thất bại về nhân sự dành cho phe đối lập chống lại Edward I. Bohun chết vào cuối năm 1298, sau khi trở về từ chiến dịch Falkirk. Đối với Bigod, năm 1302 ông ta có một thỏa thuận có lợi đôi bên với nhà vua: Bigod, không có con, coi Edward là người thừa kế, để đổi lại một khoản trợ cấp hào phóng. Edward cuối cùng đã trả thù Winchelsey năm 1305, khi Clement V được bầu làm Giáo hoàng. Clement người Gascon có tình thân ái với nhà vua, và bởi sự xúi giục của Edward Winchelsey bị lột hết chức tước.

### Trở lại Scotland

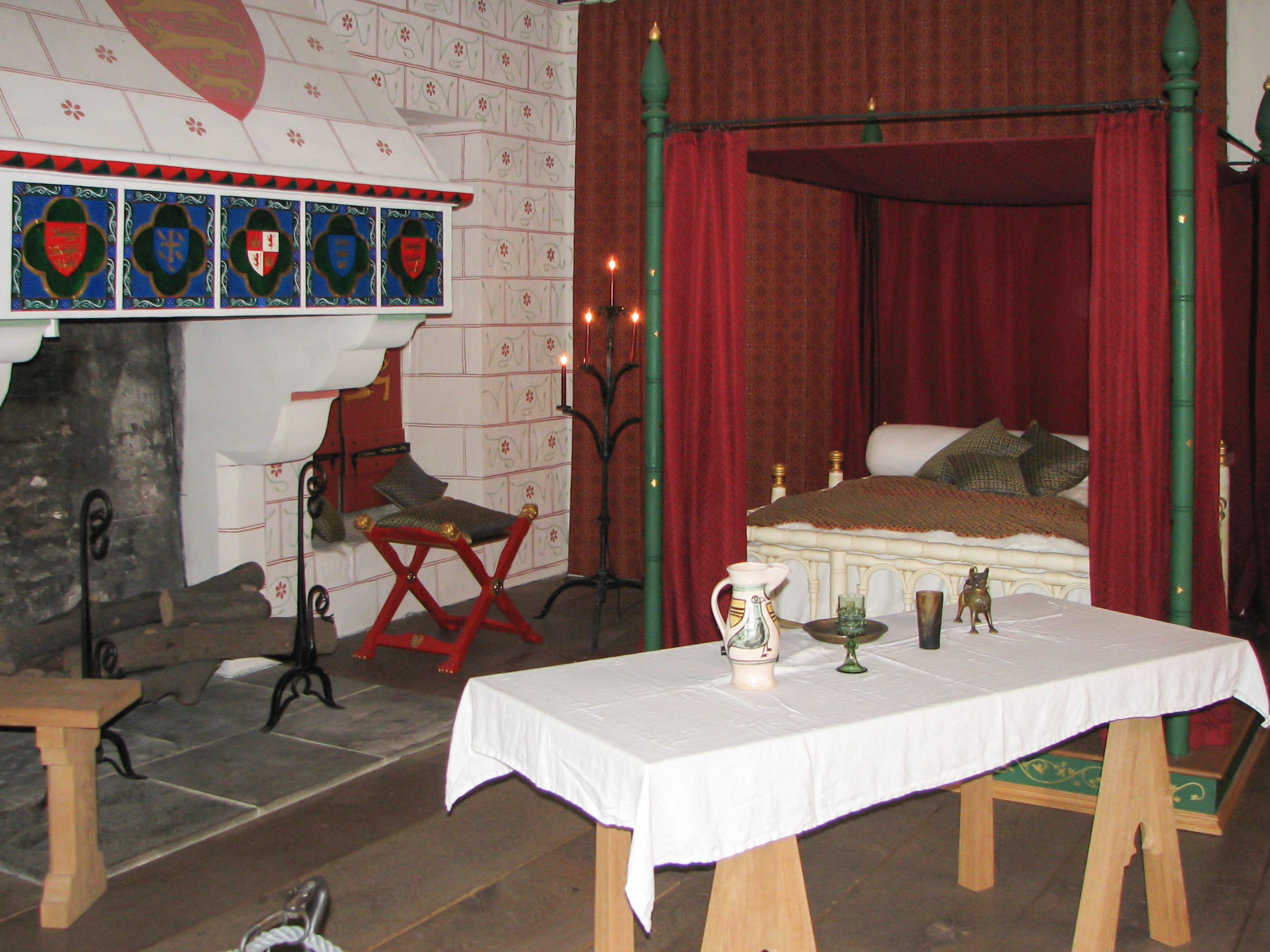
Quang cảnh Tháp London với các mẫu đá và hoa hồng trên tường sau khi được Edward I tái tạo lại

Tình hình Scotland tưởng như đã được giải quyết khi Edward rời khỏi đất nước này năm 1296, nhưng sự phản kháng bắt đầu trỗi dậy với người lãnh đạo William Wallace. Ngày 11 tháng 9 1297, một đội quân lớn của người Anh dưới sự chỉ huy của John de Warenne, Bá tước Surrey, và Hugh de Cressingham bị đánh bại bởi lực lượng Scotland vốn ít hơn nhiều, dưới sự lãnh đạo của Wallace và Andrew Moray tại cầu Stirling. Tin thất bại bay về triều đình Anh, ngay lập tức sau đó cuộc tấn công trả đũa được tiến hành. Không lâu sau khi Edward trở về từ Flanders, ông quyết định bắc phạt. Ngày 22 tháng 7 1298, trong trận đánh lớn duy nhất của ông kể từ sau trận Evesham năm 1265, Edward đánh bại lực lượng của Wallace ở trận Falkirk. Tuy nhiên Edward, không thể tận dụng được lợi thế này, và sang năm sau người Scotland giành lại quyền kiểm soát Cầu Stirling. Mặc dù Edward tham gia chiến dịch tại Scotland suốt năm 1300, khi ông bao vây thành công Lâu đài Caerlaverock và năm 1301, người Scots từ chối tiến hành một trận chiến lớn nữa, thay vào đó họ tổ chức đột kích bằng các nhóm nhỏ vào miền biên giới nước Anh.
Những người Scots thua trận, bị người Pháp bí mật thúc đẩy, kêu gọi đức Giáo hoàng, xác nhận tuyên bố chúa tể Scotland không dành cho người Anh. Sắc chỉ của Giáo hoàng. gửi cho vua Edward đã bị người đại diện của ông từ chối trong Barons' Letter năm 1301. Người Anh lập kế hoạch khuất phục vương quốc này bằng những cách khác. Tuy nhiên năm 1303, một thỏa thuận hòa bình đạt được giữa Anh và Pháp, cũng chính thức phá vỡ liên minh Pháp-Scotland. Robert the Bruce, cháu nội của người đòi ngôi vua năm 1291, đứng về phía người Anh vào mùa đông những năm 1301–02. Trước 1304, hầu hết các nhà quý tộc Scotland tuyên bố trung thành với Edward, và năm đó người Anh lập kế hoạch chiếm lại Cầu Stirling. Một chiến thắng lớn đã đến năm 1305 khi Wallace bị Sir John de Menteith phản bội và bắt nộp cho người Anh, ông bị dẫn đến London và bị xử tử một cách công khai. Bấy giờ Scotland phần lớn nằm trong tay người Anh, Edward bổ nhiệm người Anh và các cộng tác người Scots cai trị đất nước.
Tình thế một lần nữa đổi thay vào ngày 10 tháng 2 năm 1306, khi Robert the Bruce giết chết đối thủ của mình, John Comyn và vài tuần sau đó, ngày 25 tháng 3, ông ta lên ngôi vua Scotland bởi sự giúp sức của Isobel, chị gái của Bá tước Buchan. Bruce giờ đây bắt tay vào chiến dịch khôi phục độc lập cho Scotland, và chiến dịch này làm người Anh phải bất ngờ. Edward lúc này đang lâm bệnh, và thay vì đích thân dẫn quân viễn chinh, ông quyết định cử một lực lượng khác dưới sự chỉ huy của Aymer de Valence và Henry Percy, trong khi lực lượng chính của hoàng gia được dẫn dắt bởi Thân vương xứ Wales. Quân Anh giành nhiều chiến thắng; ngày 19 tháng 6, Aymer de Valence đánh bại Bruce ở Trận Methven. Bruce phải bỏ trốn trong khi quân Anh lấy lại những lâu đài và đất đai vừa mới để mất.
Edward trả thù bằng cách đối xử tàn bạo đối với những đồng minh và người ủng hộ nhà Bruce. Chị gái của Bruce, Mary, bị giam trong một cái lồng sắt đặt ngoài Roxburgh trong bốn năm. Isabella MacDuff, Nữ Bá tước Buchan, người gia miện cho Bruce, bị giam ngoài Lâu đài Berwick trong bốn năm. Em trai nhỏ của Bruce là Neil bị xử tử bằng hình thức treo cổ, rút ruột, và phanh thây; ông ta bị bắt sau khi bản thân và quân đội của mình thất bại trước Edward, và người Anh bắt được vợ của Bruce(Elizabeth), con gái Marjorie, chị em gái Mary và Christina, và Isabella.
Rõ ràng Edward không còn coi cuộc xung đột này là cuộc chiến giữa hai quốc gia, đó chỉ là cuộc đàn áp những kẻ không trung thành. Tuy nhiên sự tàn bạo này không giúp ông ổn định tình hình Scotland, mà chỉ có tác dụng ngược lại và làm tăng sự ủng hộ dành cho Bruce.

## Qua đời và di sản

### Giá băng, 1307

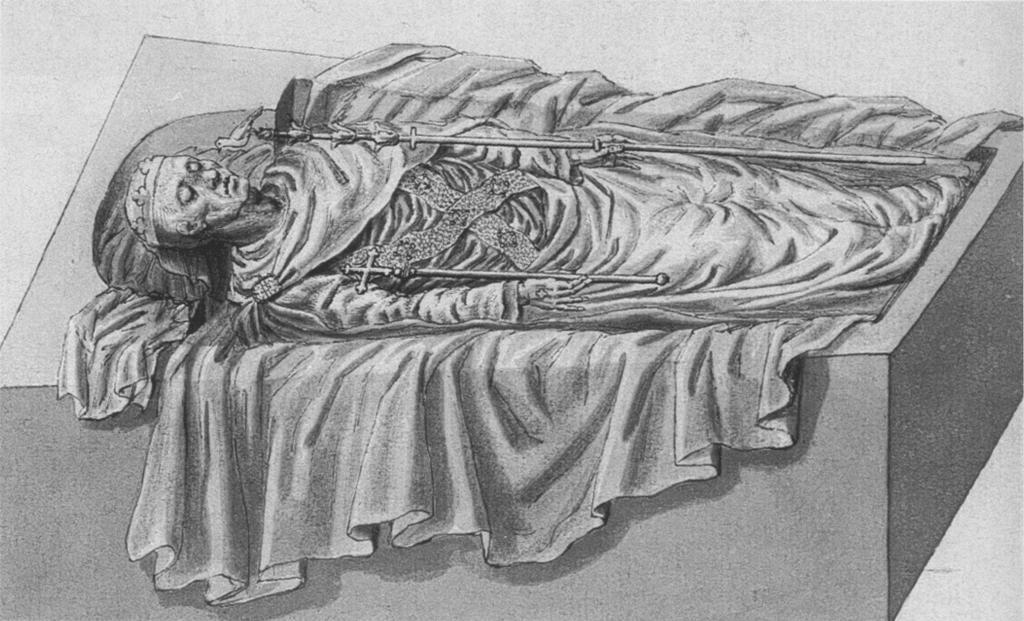
Mộ phần của Edward I, từ một bức hình minh họa được vẽ nên khi mộ được khai quật năm 1774.

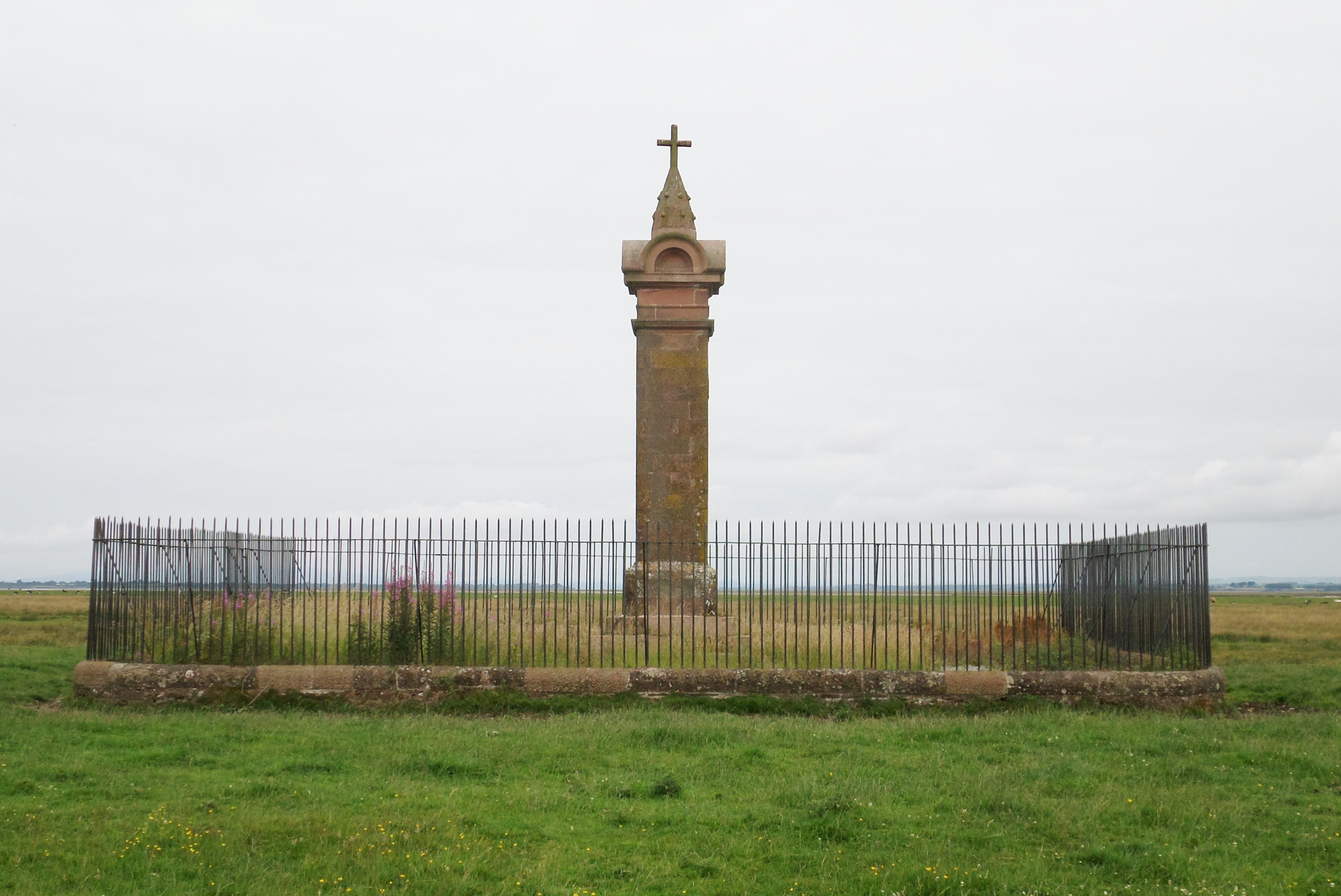
Đài tưởng niệm Edward I từ thế kỉ XIX tại Burgh Marsh. Công trình kiến trúc này được dựng lên thay cho một công trình trước đó và được cho là để đánh dấu nơi ông qua đời.

Tháng 2 năm 1307, Bruce quay trở lại và tập hợp lực lượng, đến tháng 5 ông ta đánh bại Aymer de Valence tại Trận Loudoun Hill. Edward, lúc này đã phần nào hồi phục, lại chuẩn bị viễn chinh phương bắc. Tuy nhiên trên đường đi, ông phát bệnh kiết lị, và tình trạng ngày càng tồi tệ. Ngày 6 tháng 7 ông dựng trại tại Burgh by Sands, ngay ở phía nam biên giới Scotland. Khi những người đầy tớ đến vào sáng hôm sau và đỡ ông dậy đút ăn, ông đã chết trong vòng tay của họ.
Rất nhiều cầu chuyện được đồn tại về lời di chúc lúc lâm chung của Edward; theo như truyền thống, ông đề nghị rằng quả tim của ông sẽ được đưa đến Vùng Đất Thánh, cùng với quân đội ở đó chống lại những kẻ ngoại đạo. Một câu chuyện đáng ngờ kể rằng ông muốn xương của mình được mang theo trong cuộc chinh phạt người Scots sắp tới. Một lời giải thích khác về khung cảnh giường bệnh lúc đó có vẻ đáng tin cậy hơn; theo như biên sử, Edward triệu tập đến quanh ông các bá tước xứ Lincoln và Warwick, Aymer de Valence, và Robert Clifford, và căn dặn họ trông nom con trai ông Edward. Đặc biệt ông nhấn mạnh rằng Piers Gaveston không được phép trở lại đất nước. Lời dặn này, tuy nhiên, đã ngay lập tức bị con trai ông gạc đi, và anh ta ngay sau đó triệu về lại sủng nam của mình. Vị tân vương, Edward II, tiếp tục bắc phạt và đến tháng 8, nhưng sau đó chấm dứt chiếm dịch và rút về phía nam. Anh ta đăng cơ ngôi vua ngày 25 tháng 2 1308.
Di thể của Edward I được đưa về phía nam, quàn tại Waltham Abbey, trước khi được an táng ở Tu viện Westminster vào ngày 27 tháng 10. Có không nhiều tư liệu về lễ tang của ông, nó tiêu tốn £473. Mộ phần của Edward có vẻ khác thường khi được dựng lên bằng đá cẩm thạch Purbeck, nhưng lại không có hình nộm hoàng gia, có thể là do kết quả của việc thâm hụt ngân sách hoàng gia sau khi nhà vua giá băng. Quan tài bình thường có thể đã được bao phủ bởi những tấm vải đắt tiền, và ban đầu có thể được bao quanh bởi bức chạm khắc bán thân và những hình ảnh tôn giáo, tất cả đều bị thất lạc. Hội khảo cổ Antiquaries khai quật ngôi mộ năm 1774, tìm thấy di thể của nhà vua đã được bảo quản tốt qua 467 năm, và nhân dịp đó xác định được chiều cao thực sự của quốc vương.Bản mẫu:Eff Dấu vết của dòng chữ tiếng Latin Edwardus Primus Scottorum Malleus hic est, 1308. Pactum Serva ("Đây là Edward I, Kẻ đánh bại người Scots, 1308. Y theo lời thề"), vẫn có thể nhìn thấy được ở phần bên của lăng mộ, đề cập đến lời thề của ông là sẽ trả thù cuộc nổi loạn của Robert the Bruce. Việc này dẫn đến Edward có biệt danh "Kẻ đánh bại người Scots" bởi các nhà sử học, nhưng không phải là ngay từ đương thời, nó được đặt bởi Cha xứ John Feckenham vào thế kỉ XVI.

### Chép sử

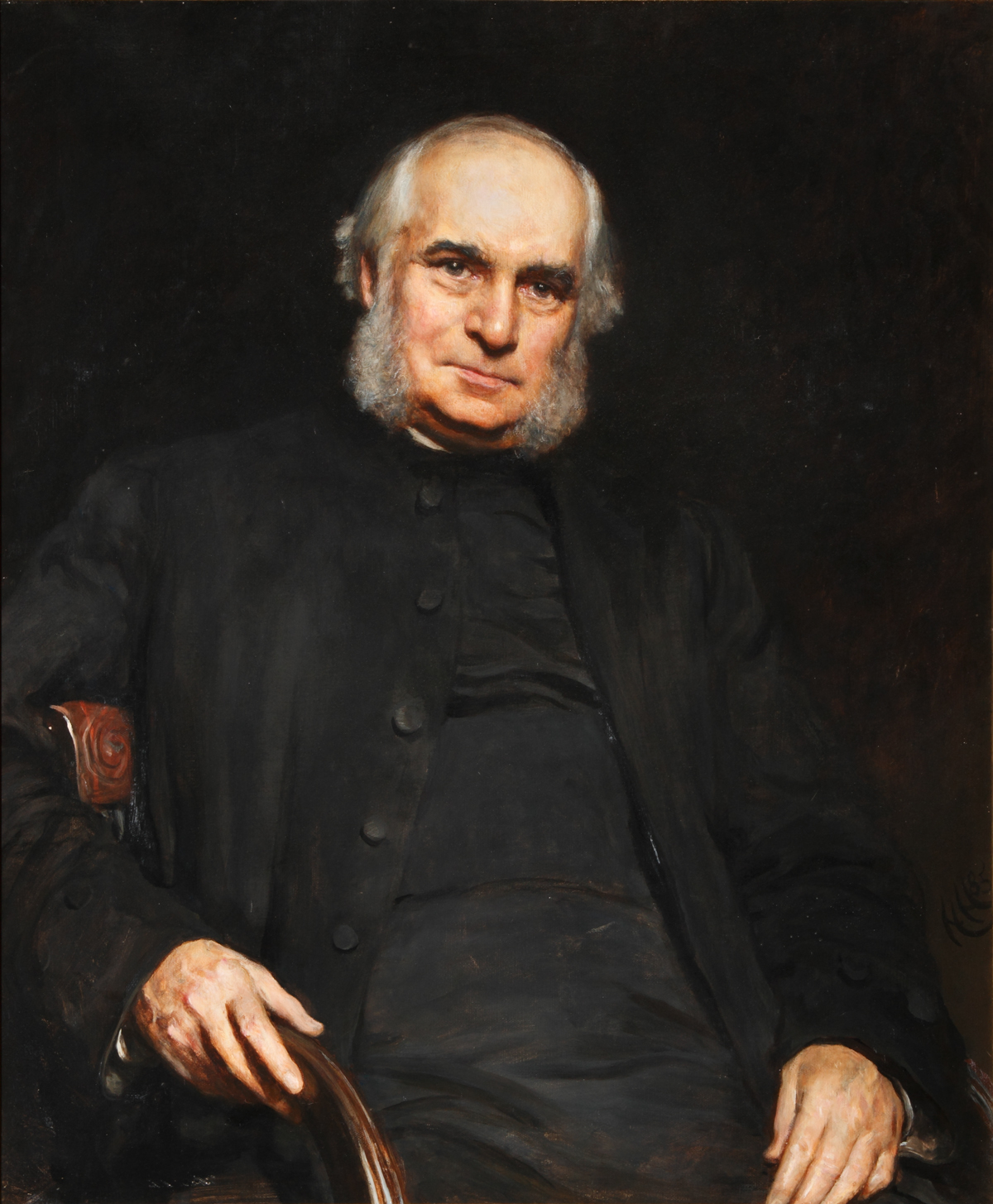
Giám mục William Stubbs, trong tác phẩm Constitutional History (1873–78), nhấn mạnh những đóng góp của Edward I cho nền Hiến pháp Anh.

Những sử gia đầu tiên viết về Edward vào các thế kỉ XVI và XVII chủ yếu viết các công trình biên niên sử, và ít sử dụng làm hồ sơ chính thức vào thời kì này. Họ cảm nhận về tầm quan trọng của Edward trên cương vị một vị quân vương, và lặp lại lời khen của các nhà biên niên sử về những thành tích của ông. Trong thế kỉ XVII, luật sư Edward Coke viết nhiều về pháp luật thời Edward, đã gọi nhà Vua là the "Justinian của Anh", theo tên của nhà làm luật Đông La Mã nổi tiếng, Justinian I. Trong các thế kỉ sau, các quyển sử sử dụng những chứng cứ có sẵn để xác định vai trò của Quốc hội, và Vương quyền dưới thời Edward, làm ra một so sánh về thời của ông với những xung đột chính trị trong thời của họ. Các sử gia thế kỉ XVIII xây dựng hình ảnh Edward là một vị quân vương có năng lực, tàn nhẫn, và lạnh lùng vì những hoàn cảnh dưới thời của ông.
Sử gia có uy tín thời Victoria William Stubbs lại cho rằng Edward đã tích cực địch hình cho lịch sử quốc gia, lập ra luật pháp và các tổ chức trong nước Anh, và bước đầu giúp cho Anh phát triển Quốc hội và chính phủ lập hiến. Những điểm mạnh và điểm yếu của ông trên cương vị nhà cai trị được cho là điển hình cho toàn thể người Anh. Học trò của Stubbs, Thomas Tout, ban đầu những có những quan điểm tương tự, nhưng sau khi nghiên cứu sâu hơn về gia đình hoàng tộc của Edward, và được hỗ trợ bởi những nghiên cứu đương đại đối với Quốc hội thời kì đầu này, ông thay đổi quan điểm. Tout coi Edward như một nhà lãnh đạo bảo thủ, tư lợi, sử dụng Nghị viện như một công cụ để làm "công cụ thông minh của một nhà vua chuyên quyền, sử dụng quần chúng để làm thứ kìm hãm những kẻ thù địch truyền kiếp là các nam tước có thể lực lớn."
Các sử gia thế kỉ XX và XXI đã tiến hành nghiên cứu sâu rộng về Edward và triều đại của ông. Hầu hết họ đã kết luận đây là một giai đoạn rất quan trọng trong lịch sử thời Trung cổ nước Anh, một số đi xa hơn và mô tả Edward là một trong những vị vua lớn thời Trung Cổ, mặc dù hầu hết cũng đồng ý rằng năm cuối của ông ít thành công hơn so với thập kỷ đầu cầm quyền. Ba câu chuyện về Edward được xuất bản trong thời kì này. Tác phẩm của Frederick Powicke, xuất bản năm 1947 và 1953, hình thành một công trình chuẩn mực về Edward trong nhiều thập kỉ, và phần lớn đều ca ngợi những thành công tích cực dưới triều đại của ông, đặc biệt là tập trung vào công lý và luật pháp. Năm 1988, Michael Prestwich xuất bản một quyển tiểu sử về Nhà vua, tập trung vào sự nghiệp chánh trị của ông, vẫn miêu tả về tình cảm của ông, nhưng làm nổi bật những hậu quả từ những thất bại chánh trị của ông. Tiểu sử của Marc Morris theo sau đó năm 2008, đưa ra nhiều chi tiết hơn về con người Edward, và xem điểm yếu của nhà vua là tính tình khắc nghiệt và chẳng mấy dễ chịu. Có những tranh luận học thuật diễn ra quanh nhân vật vua Edward, những khả năng chánh trị của ông, và đặc biệt là sự cai trị của ông đối với các bá tước, cộng tác hay đàn áp tùy theo tình hình tự nhiên.
Ngoài ra cũng có sự khác biệt rất lớn giữa lịch sử Anh và Scotland về Vua Edward. G. W. S. Barrow, trong tiếu sử viết về Robert the Bruce, cáo buộc Edward đã xâm lược một cách tàn nhẫn vào một nhà nước đang không có chủ như Scotland để nhằm chiếm lấy địa vị phong kiến lên vương quốc. Cái nhìn này về Edward được phản ánh trong nhận thức của quần chúng về nhà vua, có thể thấy trong bộ phim năm 1995 Braveheart', miêu tả nhà vua là một bạo chúa tàn nhẫn.

## Gia đình và con cái
Edward kết hôn hai lần:

### Hôn nhân thứ nhất
Với người vợ đầu Eleanor of Castile, Edward có ít nhất 14 người con, có thể lên đến 16. Trong số đó, năm cô con gái sống đến tuổi trưởng thành, nhưng chỉ có một cậu con trai chết sau cha mình, tức là Edward II (1307–1327). Các con của ông với Eleanor xứ Castile bao gồm:

#### Con trai từ cuộc hôn nhân đầu tiên
- John (13 tháng 7 1266 – 3 tháng 8 1271), chết trước cha của mình và qua đời ở Wallingford trong khi bị tạm giam bởi ông chú Richard, Bá tước Cornwall, an táng ở Tu viện Westminster.
- Henry (6 tháng 5 1268 – 14 tháng 10 1274), chết trước cha mình, chôn ở Tu viện Westminster.
- Alphonso, Bá tước Chester (24 tháng 11 1273 – 19 tháng 8 1284), chết trước cha mình, chôn ở Tu viện Westminster.
- Con trai (1280/81 – 1280/81), chết trước cha mình; rất ít bằng chứng về sự tồn tại của đứa trẻ này.
- Vua Edward II (25 tháng 4 1284 – 21 tháng 9 1327), con trai sống sót và người thừa kế, kế vị cha mình làm vua của Anh. Năm 1308, ông kết hôn với Isabelle của Pháp và Navarra, họ có bốn người con.

#### Con gái từ cuộc hôn nhân thứ nhất
- Con gái (tháng 5 1255 – 29 tháng 5 1255), chết lưu hay chết không lâu sau khi chào đời.
- Katherine (trước 17 tháng 6 1264 – 5 tháng 9 1264), an táng tại Tu viện Westminster.
- Joanna (Mùa hạ hay tháng 1 1265 – trước 7 tháng 9 1265), an táng tại Tu viện Westminster.
- Eleanor (c. 18 tháng 6 1269 – 19 tháng 8 1298), năm 1293 bà kết hôn với Henry III, Bá tước xứ Bar, họ có hai người con, an táng tại Tu viện Westminster.
- Juliana (sau tháng 5 1271 – 5 tháng 9 1271), sinh và mất lúc Edward và Eleanor đang ở Acre.
- Joan xứ Acre (1272 – 23 tháng 4 1307), kết hôn lần 1 năm 1290 Gilbert de Clare, Bá tước Hertford, ông này chết năm 1295, và lần thứ hai năm 1297 với Ralph de Monthermer. Bà có bốn người con với Clare, và ba hay bốn con với Monthermer.
- Margaret (c.15 tháng 3 1275 – sau 11 tháng 3 1333), kết hôn với John II của Brabant năm 1290, từ cuộc hôn nhân này bà có một con.
- Berengaria (Tháng 5 1276 – giữa 7 tháng 6 1277 và 1278), an táng tại Tu viện Westminster.
- Con gái (tháng 12 1277 – tháng 1 1278), an táng ở Tu viện Westminster.
- Mary xứ Woodstock (11/12 tháng 3 1279 – 29 tháng 5 1332), một nữ tu Benedictine ở Amesbury, Wiltshire, có lẽ bà được chôn cất ở đó.
- Elizabeth xứ Rhuddlan (c. 7 tháng 8 1282 – 5 tháng 5 1316), kết hôn lần 1 năm 1297 John I, Bá tước Holland, lần hai năm 1302 với Humphrey de Bohun, Bá tước Hereford. Cuộc hôn nhân thứ nhất vô hậu; với Bohun Elizabeth có 10 người con.

### Hôn nhân thứ hai
Với Margaret của Pháp ông có hai con trai, cả hai đều sống qua tuổi trưởng thành, và một con gái chết yểu. Biên niên sử Hailes Abbey cho rằng John Botetourt có thể là con ngoại hôn của Edward; tuy nhiên, tuyên bố này là vô căn cứ. Các con của ông với Margaret của Pháp gồm có:

#### Con trai từ chộc hôn nhân thứ hai
- Thomas xứ Brotherton, Bá tước Norfolk thứ nhất (1 tháng 6, 1300 – 4 tháng 8, 1338), an táng ở Nhà nguyện Bury St Edmunds. Kết hôn lần 1 với Alice Hales, có con; lần thứ hai với Mary Brewes, không có con.[255]
- Edmund xứ Woodstock, Bá tước thứ nhất của Kent (1 tháng 8, 1301 – 19 tháng 3, 1330), kết hôn với Margaret Wake có con.[256]

#### Con gái từ cuộc hôn nhân thứ hai
- Eleanor (6 tháng 5, 1306 – 1310)[257]

## Tổ tiên
| \| \| \| \| \| \| \| \| \| \| \| \| \| \| \| \| \| \| \| \| 16. Geoffrey V, Bá tước Anjou \| \| \| \| \| \| \| \| \| \| \| \| \| \| \| \| \| \| \| \| \| \| \| \| \| \| \| \| \| \| \| \| \| \| \| \| \| \| \| \| \| \| \| \| \| \| \| \| \| \| \| \| \| \| 8. Henry II, Vua của Anh \| \| \| \| \| \| \| \| \| \| \| \| \| \| \| \| \| \| \| \| \| \| \| \| \| \| \| \| \| \| \| \| \| \| \| \| \| \| \| \| \| \| \| \| \| \| \| \| \| \| \| \| \| \| 17. Matilda, Phu nhân của người Anh \| \| \| \| \| \| \| \| \| \| \| \| \| \| \| \| \| \| \| \| \| \| \| \| \| \| \| \| \| \| \| \| \| \| \| \| \| \| \| \| \| \| \| \| \| \| \| \| \| \| \| \| \| \| 4. John, Vua của Anh \| \| \| \| \| \| \| \| \| \| \| \| \| \| \| \| \| \| \| \| \| \| \| \| \| \| \| \| \| \| \| \| \| \| \| \| \| \| \| \| \| \| \| \| \| \| \| \| \| \| \| \| \| \| 18. William X, Công tước Aquitaine \| \| \| \| \| \| \| \| \| \| \| \| \| \| \| \| \| \| \| \| \| \| \| \| \| \| \| \| \| \| \| \| \| \| \| \| \| \| \| \| \| \| \| \| \| \| \| \| \| \| \| \| \| \| 9. Eleanor xứ Aquitaine \| \| \| \| \| \| \| \| \| \| \| \| \| \| \| \| \| \| \| \| \| \| \| \| \| \| \| \| \| \| \| \| \| \| \| \| \| \| \| \| \| \| \| \| \| \| \| \| \| \| \| \| \| \| 19. Aenor de Châtellerault \| \| \| \| \| \| \| \| \| \| \| \| \| \| \| \| \| \| \| \| \| \| \| \| \| \| \| \| \| \| \| \| \| \| \| \| \| \| \| \| \| \| \| \| \| \| \| \| \| \| \| \| \| \| 2. Henry III, Vua của Anh \| \| \| \| \| \| \| \| \| \| \| \| \| \| \| \| \| \| \| \| \| \| \| \| \| \| \| \| \| \| \| \| \| \| \| \| \| \| \| \| \| \| \| \| \| \| \| \| \| \| \| \| \| \| 20. William VI Taillefer, Bá tước Angoulême \| \| \| \| \| \| \| \| \| \| \| \| \| \| \| \| \| \| \| \| \| \| \| \| \| \| \| \| \| \| \| \| \| \| \| \| \| \| \| \| \| \| \| \| \| \| \| \| \| \| \| \| \| \| 10. Aymer Taillefer, Bá tước Angoulême \| \| \| \| \| \| \| \| \| \| \| \| \| \| \| \| \| \| \| \| \| \| \| \| \| \| \| \| \| \| \| \| \| \| \| \| \| \| \| \| \| \| \| \| \| \| \| \| \| \| \| \| \| \| 21. Marguerite de Turenne \| \| \| \| \| \| \| \| \| \| \| \| \| \| \| \| \| \| \| \| \| \| \| \| \| \| \| \| \| \| \| \| \| \| \| \| \| \| \| \| \| \| \| \| \| \| \| \| \| \| \| \| \| \| 5. Isabella xứ Angoulême \| \| \| \| \| \| \| \| \| \| \| \| \| \| \| \| \| \| \| \| \| \| \| \| \| \| \| \| \| \| \| \| \| \| \| \| \| \| \| \| \| \| \| \| \| \| \| \| \| \| \| \| \| \| 22. Peter I của Courtenay \| \| \| \| \| \| \| \| \| \| \| \| \| \| \| \| \| \| \| \| \| \| \| \| \| \| \| \| \| \| \| \| \| \| \| \| \| \| \| \| \| \| \| \| \| \| \| \| \| \| \| \| \| \| 11. Alice xứ Courtenay \| \| \| \| \| \| \| \| \| \| \| \| \| \| \| \| \| \| \| \| \| \| \| \| \| \| \| \| \| \| \| \| \| \| \| \| \| \| \| \| \| \| \| \| \| \| \| \| \| \| \| \| \| \| 23. Elisabeth de Courtenay \| \| \| \| \| \| \| \| \| \| \| \| \| \| \| \| \| \| \| \| \| \| \| \| \| \| \| \| \| \| \| \| \| \| \| \| \| \| \| \| \| \| \| \| \| \| \| \| \| \| \| \| \| \| 1. Edward I, Vua của Anh \| \| \| \| \| \| \| \| \| \| \| \| \| \| \| \| \| \| \| \| \| \| \| \| \| \| \| \| \| \| \| \| \| \| \| \| \| \| \| \| \| \| \| \| \| \| \| \| \| \| \| \| \| \| 24. Alfonso II, Vua của Aragon \| \| \| \| \| \| \| \| \| \| \| \| \| \| \| \| \| \| \| \| \| \| \| \| \| \| \| \| \| \| \| \| \| \| \| \| \| \| \| \| \| \| \| \| \| \| \| \| \| \| \| \| \| \| 12. Alfonso II xứ Provence \| \| \| \| \| \| \| \| \| \| \| \| \| \| \| \| \| \| \| \| \| \| \| \| \| \| \| \| \| \| \| \| \| \| \| \| \| \| \| \| \| \| \| \| \| \| \| \| \| \| \| \| \| \| 25. Sancha xứ Castile \| \| \| \| \| \| \| \| \| \| \| \| \| \| \| \| \| \| \| \| \| \| \| \| \| \| \| \| \| \| \| \| \| \| \| \| \| \| \| \| \| \| \| \| \| \| \| \| \| \| \| \| \| \| 6. Ramon Berenguer IV, Bá tước Provence \| \| \| \| \| \| \| \| \| \| \| \| \| \| \| \| \| \| \| \| \| \| \| \| \| \| \| \| \| \| \| \| \| \| \| \| \| \| \| \| \| \| \| \| \| \| \| \| \| \| \| \| \| \| 26. Rainou, Bá tước Forcalquier \| \| \| \| \| \| \| \| \| \| \| \| \| \| \| \| \| \| \| \| \| \| \| \| \| \| \| \| \| \| \| \| \| \| \| \| \| \| \| \| \| \| \| \| \| \| \| \| \| \| \| \| \| \| 13. Garsenda xứ Sabran \| \| \| \| \| \| \| \| \| \| \| \| \| \| \| \| \| \| \| \| \| \| \| \| \| \| \| \| \| \| \| \| \| \| \| \| \| \| \| \| \| \| \| \| \| \| \| \| \| \| \| \| \| \| 27. Gersend xứ Forcalquier \| \| \| \| \| \| \| \| \| \| \| \| \| \| \| \| \| \| \| \| \| \| \| \| \| \| \| \| \| \| \| \| \| \| \| \| \| \| \| \| \| \| \| \| \| \| \| \| \| \| \| \| \| \| 3. Eleanor xứ Provence \| \| \| \| \| \| \| \| \| \| \| \| \| \| \| \| \| \| \| \| \| \| \| \| \| \| \| \| \| \| \| \| \| \| \| \| \| \| \| \| \| \| \| \| \| \| \| \| \| \| \| \| \| \| 28. Humbert III, Bá tước Savoy \| \| \| \| \| \| \| \| \| \| \| \| \| \| \| \| \| \| \| \| \| \| \| \| \| \| \| \| \| \| \| \| \| \| \| \| \| \| \| \| \| \| \| \| \| \| \| \| \| \| \| \| \| \| 14. Thomas I, Bá tước Savoy \| \| \| \| \| \| \| \| \| \| \| \| \| \| \| \| \| \| \| \| \| \| \| \| \| \| \| \| \| \| \| \| \| \| \| \| \| \| \| \| \| \| \| \| \| \| \| \| \| \| \| \| \| \| 29. Beatrice xứ Viennois \| \| \| \| \| \| \| \| \| \| \| \| \| \| \| \| \| \| \| \| \| \| \| \| \| \| \| \| \| \| \| \| \| \| \| \| \| \| \| \| \| \| \| \| \| \| \| \| \| \| \| \| \| \| 7. Béatrice de Savoie, Bá tước phu nhân xứ Provence \| \| \| \| \| \| \| \| \| \| \| \| \| \| \| \| \| \| \| \| \| \| \| \| \| \| \| \| \| \| \| \| \| \| \| \| \| \| \| \| \| \| \| \| \| \| \| \| \| \| \| \| \| \| 30. William I, Bá tước Geneva \| \| \| \| \| \| \| \| \| \| \| \| \| \| \| \| \| \| \| \| \| \| \| \| \| \| \| \| \| \| \| \| \| \| \| \| \| \| \| \| \| \| \| \| \| \| \| \| \| \| \| \| \| \| 15. Marguerite xứ Geneva \| \| \| \| \| \| \| \| \| \| \| \| \| \| \| \| \| \| \| \| \| \| \| \| \| \| \| \| \| \| \| \| \| \| \| \| \| \| \| \| \| \| \| \| \| \| \| \| \| \| \| \| \| \| 31. Beatrix xứ Faucigny \| \| \| \| \| \| \| \| \| \| \| \| \| \| \| \| \| \| \| \| \| \| \| \| \| \| \| \| \| \| \| \| \| \| \| \| \| \| \| \| \| \| \| \| \| \| \| \| \| \| \| \| |                                                     |  |  |  |  |  |  |  |  |  |  |  |  |  |  |  |
| |                                                     |  |  |  |  |  |  |  |  |  |  |  |  |  |  |  |
| | 16. Geoffrey V, Bá tước Anjou                       |  |  |  |  |  |  |  |  |  |  |  |  |  |  |  |
| |                                                     |  |  |  |  |  |  |  |  |  |  |  |  |  |  |  |
| |                                                     |  |  |  |  |  |  |  |  |  |  |  |  |  |  |  |
| | 8. Henry II, Vua của Anh                            |  |  |  |  |  |  |  |  |  |  |  |  |  |  |  |
| |                                                     |  |  |  |  |  |  |  |  |  |  |  |  |  |  |  |
| |                                                     |  |  |  |  |  |  |  |  |  |  |  |  |  |  |  |
| | 17. Matilda, Phu nhân của người Anh                 |  |  |  |  |  |  |  |  |  |  |  |  |  |  |  |
| |                                                     |  |  |  |  |  |  |  |  |  |  |  |  |  |  |  |
| |                                                     |  |  |  |  |  |  |  |  |  |  |  |  |  |  |  |
| | 4. John, Vua của Anh                                |  |  |  |  |  |  |  |  |  |  |  |  |  |  |  |
| |                                                     |  |  |  |  |  |  |  |  |  |  |  |  |  |  |  |
| |                                                     |  |  |  |  |  |  |  |  |  |  |  |  |  |  |  |
| | 18. William X, Công tước Aquitaine                  |  |  |  |  |  |  |  |  |  |  |  |  |  |  |  |
| |                                                     |  |  |  |  |  |  |  |  |  |  |  |  |  |  |  |
| |                                                     |  |  |  |  |  |  |  |  |  |  |  |  |  |  |  |
| | 9. Eleanor xứ Aquitaine                             |  |  |  |  |  |  |  |  |  |  |  |  |  |  |  |
| |                                                     |  |  |  |  |  |  |  |  |  |  |  |  |  |  |  |
| |                                                     |  |  |  |  |  |  |  |  |  |  |  |  |  |  |  |
| | 19. Aenor de Châtellerault                          |  |  |  |  |  |  |  |  |  |  |  |  |  |  |  |
| |                                                     |  |  |  |  |  |  |  |  |  |  |  |  |  |  |  |
| |                                                     |  |  |  |  |  |  |  |  |  |  |  |  |  |  |  |
| | 2. Henry III, Vua của Anh                           |  |  |  |  |  |  |  |  |  |  |  |  |  |  |  |
| |                                                     |  |  |  |  |  |  |  |  |  |  |  |  |  |  |  |
| |                                                     |  |  |  |  |  |  |  |  |  |  |  |  |  |  |  |
| | 20. William VI Taillefer, Bá tước Angoulême         |  |  |  |  |  |  |  |  |  |  |  |  |  |  |  |
| |                                                     |  |  |  |  |  |  |  |  |  |  |  |  |  |  |  |
| |                                                     |  |  |  |  |  |  |  |  |  |  |  |  |  |  |  |
| | 10. Aymer Taillefer, Bá tước Angoulême              |  |  |  |  |  |  |  |  |  |  |  |  |  |  |  |
| |                                                     |  |  |  |  |  |  |  |  |  |  |  |  |  |  |  |
| |                                                     |  |  |  |  |  |  |  |  |  |  |  |  |  |  |  |
| | 21. Marguerite de Turenne                           |  |  |  |  |  |  |  |  |  |  |  |  |  |  |  |
| |                                                     |  |  |  |  |  |  |  |  |  |  |  |  |  |  |  |
| |                                                     |  |  |  |  |  |  |  |  |  |  |  |  |  |  |  |
| | 5. Isabella xứ Angoulême                            |  |  |  |  |  |  |  |  |  |  |  |  |  |  |  |
| |                                                     |  |  |  |  |  |  |  |  |  |  |  |  |  |  |  |
| |                                                     |  |  |  |  |  |  |  |  |  |  |  |  |  |  |  |
| | 22. Peter I của Courtenay                           |  |  |  |  |  |  |  |  |  |  |  |  |  |  |  |
| |                                                     |  |  |  |  |  |  |  |  |  |  |  |  |  |  |  |
| |                                                     |  |  |  |  |  |  |  |  |  |  |  |  |  |  |  |
| | 11. Alice xứ Courtenay                              |  |  |  |  |  |  |  |  |  |  |  |  |  |  |  |
| |                                                     |  |  |  |  |  |  |  |  |  |  |  |  |  |  |  |
| |                                                     |  |  |  |  |  |  |  |  |  |  |  |  |  |  |  |
| | 23. Elisabeth de Courtenay                          |  |  |  |  |  |  |  |  |  |  |  |  |  |  |  |
| |                                                     |  |  |  |  |  |  |  |  |  |  |  |  |  |  |  |
| |                                                     |  |  |  |  |  |  |  |  |  |  |  |  |  |  |  |
| | 1. Edward I, Vua của Anh                            |  |  |  |  |  |  |  |  |  |  |  |  |  |  |  |
| |                                                     |  |  |  |  |  |  |  |  |  |  |  |  |  |  |  |
| |                                                     |  |  |  |  |  |  |  |  |  |  |  |  |  |  |  |
| | 24. Alfonso II, Vua của Aragon                      |  |  |  |  |  |  |  |  |  |  |  |  |  |  |  |
| |                                                     |  |  |  |  |  |  |  |  |  |  |  |  |  |  |  |
| |                                                     |  |  |  |  |  |  |  |  |  |  |  |  |  |  |  |
| | 12. Alfonso II xứ Provence                          |  |  |  |  |  |  |  |  |  |  |  |  |  |  |  |
| |                                                     |  |  |  |  |  |  |  |  |  |  |  |  |  |  |  |
| |                                                     |  |  |  |  |  |  |  |  |  |  |  |  |  |  |  |
| | 25. Sancha xứ Castile                               |  |  |  |  |  |  |  |  |  |  |  |  |  |  |  |
| |                                                     |  |  |  |  |  |  |  |  |  |  |  |  |  |  |  |
| |                                                     |  |  |  |  |  |  |  |  |  |  |  |  |  |  |  |
| | 6. Ramon Berenguer IV, Bá tước Provence             |  |  |  |  |  |  |  |  |  |  |  |  |  |  |  |
| |                                                     |  |  |  |  |  |  |  |  |  |  |  |  |  |  |  |
| |                                                     |  |  |  |  |  |  |  |  |  |  |  |  |  |  |  |
| | 26. Rainou, Bá tước Forcalquier                     |  |  |  |  |  |  |  |  |  |  |  |  |  |  |  |
| |                                                     |  |  |  |  |  |  |  |  |  |  |  |  |  |  |  |
| |                                                     |  |  |  |  |  |  |  |  |  |  |  |  |  |  |  |
| | 13. Garsenda xứ Sabran                              |  |  |  |  |  |  |  |  |  |  |  |  |  |  |  |
| |                                                     |  |  |  |  |  |  |  |  |  |  |  |  |  |  |  |
| |                                                     |  |  |  |  |  |  |  |  |  |  |  |  |  |  |  |
| | 27. Gersend xứ Forcalquier                          |  |  |  |  |  |  |  |  |  |  |  |  |  |  |  |
| |                                                     |  |  |  |  |  |  |  |  |  |  |  |  |  |  |  |
| |                                                     |  |  |  |  |  |  |  |  |  |  |  |  |  |  |  |
| | 3. Eleanor xứ Provence                              |  |  |  |  |  |  |  |  |  |  |  |  |  |  |  |
| |                                                     |  |  |  |  |  |  |  |  |  |  |  |  |  |  |  |
| |                                                     |  |  |  |  |  |  |  |  |  |  |  |  |  |  |  |
| | 28. Humbert III, Bá tước Savoy                      |  |  |  |  |  |  |  |  |  |  |  |  |  |  |  |
| |                                                     |  |  |  |  |  |  |  |  |  |  |  |  |  |  |  |
| |                                                     |  |  |  |  |  |  |  |  |  |  |  |  |  |  |  |
| | 14. Thomas I, Bá tước Savoy                         |  |  |  |  |  |  |  |  |  |  |  |  |  |  |  |
| |                                                     |  |  |  |  |  |  |  |  |  |  |  |  |  |  |  |
| |                                                     |  |  |  |  |  |  |  |  |  |  |  |  |  |  |  |
| | 29. Beatrice xứ Viennois                            |  |  |  |  |  |  |  |  |  |  |  |  |  |  |  |
| |                                                     |  |  |  |  |  |  |  |  |  |  |  |  |  |  |  |
| |                                                     |  |  |  |  |  |  |  |  |  |  |  |  |  |  |  |
| | 7. Béatrice de Savoie, Bá tước phu nhân xứ Provence |  |  |  |  |  |  |  |  |  |  |  |  |  |  |  |
| |                                                     |  |  |  |  |  |  |  |  |  |  |  |  |  |  |  |
| |                                                     |  |  |  |  |  |  |  |  |  |  |  |  |  |  |  |
| | 30. William I, Bá tước Geneva                       |  |  |  |  |  |  |  |  |  |  |  |  |  |  |  |
| |                                                     |  |  |  |  |  |  |  |  |  |  |  |  |  |  |  |
| |                                                     |  |  |  |  |  |  |  |  |  |  |  |  |  |  |  |
| | 15. Marguerite xứ Geneva                            |  |  |  |  |  |  |  |  |  |  |  |  |  |  |  |
| |                                                     |  |  |  |  |  |  |  |  |  |  |  |  |  |  |  |
| |                                                     |  |  |  |  |  |  |  |  |  |  |  |  |  |  |  |
| | 31. Beatrix xứ Faucigny                             |  |  |  |  |  |  |  |  |  |  |  |  |  |  |  |
| |                                                     |  |  |  |  |  |  |  |  |  |  |  |  |  |  |  |
| |                                                     |  |  |  |  |  |  |  |  |  |  |  |  |  |  |  |